# フォード・パフォーマンス

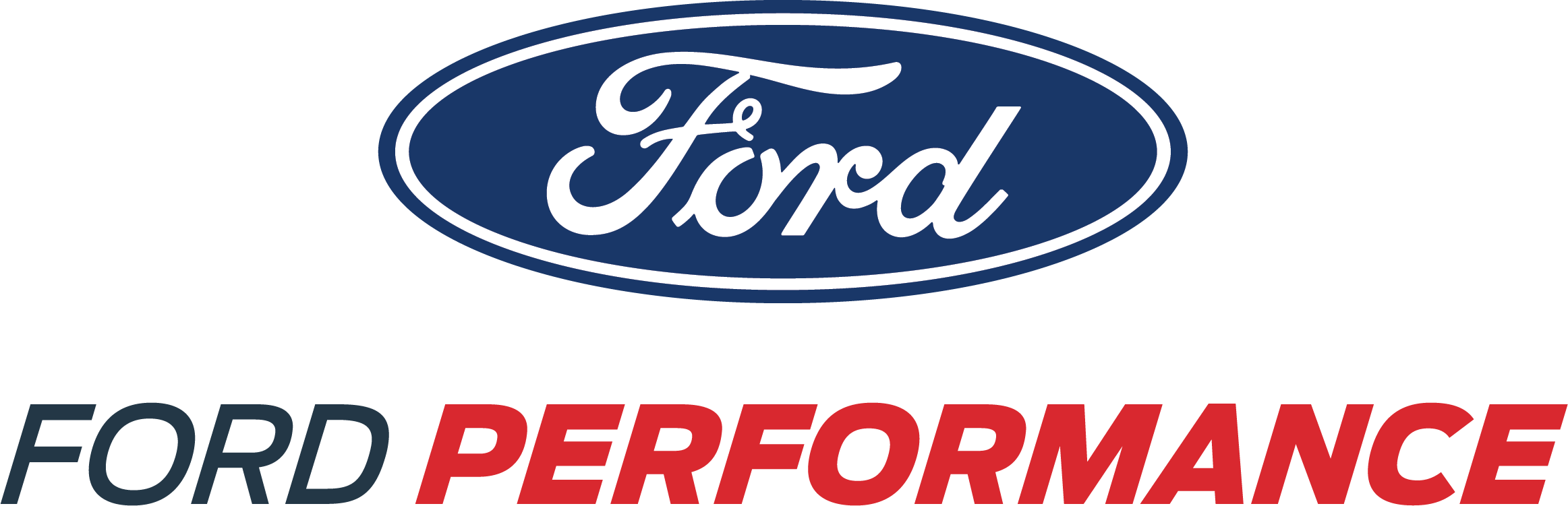
ロゴ

フォード・パフォーマンス（英語: Ford Performance）とは、フォード・モーターのレーシング部門である。

## 概要

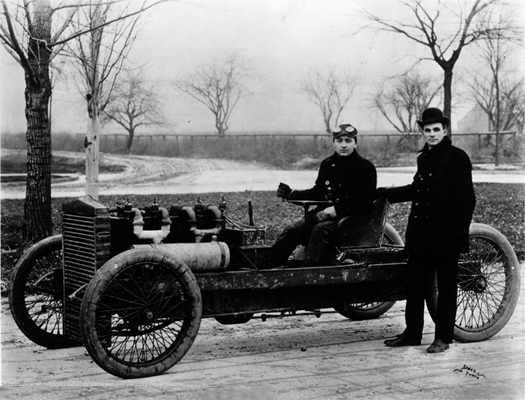
フォード・999に乗るバーニー・オールドフィールドと傍らに立つヘンリー・フォード（1902年）

1901年にデトロイトで開かれたレースで、当時自動車最大手であったアレクサンダー・ウィントン勢を、自ら作ったマシンをドライブして打ち破って優勝した男がいた。それがフォード創業者のヘンリー・フォードである。彼はレースで勝って名を挙げることで支援者を見つけ、会社を設立・拡大していった。彼は「自動車レースは、2台目の車が製造されてから5分後に始まった」という言葉を残している。
また後にアメリカの伝説的ドライバーとなるバーニー・オールドフィールドがフォード・999をドライブして数々のレースで勝ち、フォードの名を知らしめた。
それ以降もフォード・モーターは国内外のモータースポーツにカテゴリを問わず参戦し、数多くの実績を残している。なお同じアメリカを代表するゼネラル・モータースと比較すると、フォードはF1やWRCにも深く関わるなど、活動内容が欧州メーカーに近いのが特色である。またフォードが組織した直属のワークスチームによる参戦事例は少なく、外部のレーシングチームとのジョイント体制もしくは資金提供という形での参戦が多い。
市販車の分野でも、レースから技術をフィードバックするチューニングブランドとして、SVT（Special Vehicle Team、現在は特殊車両のみ）や、FPV（Ford Performance Vehicles）といったブランドを展開している。

## 欧州における活動

### ル・マン24時間
1960年代、ヘンリー・フォード二世はモータースポーツでブランド力を強化する方針を固め、手始めに当時ル・マン24時間で活躍していたフェラーリの買収を目論んだ。しかしこれは失敗に終わった。
そこでフォードはフォード・アドバンスド・ビークルズ（FAV）を欧州に立ち上げ、自らスポーツカーのフォード・GTを開発。1964年にフェラーリの待ち受けるル・マン24時間に乗り込んだ。初年度はフェラーリに比肩する速さを示しつつも信頼性の問題により全滅の憂き目にあった。そこで2年目の1965年度からレースオペレーションをシェルビー・アメリカンに委託したことで、デイトナコンチネンタルやセブリング12時間で優勝 (後者は特別参加のシャパラル (二座席レーシングカー) を除いた優勝) するなど、徐々に結果が出始める。しかしル・マン24時間にはGT-Xを2車両、従来型GT (ロードスター) を1車両、GT市販型のGT40を3車両の大編成で臨むが、GT-Xが圧倒的速さを見せるも、GT、GT40とともに昨年同様全滅した。1966年に8台のGTマークIIを投入。ついに表彰台独占でフェラーリを破った。なおフェラーリは翌年のデイトナ24時間では1-2-3フィニッシュでフォードを下しており、この時見せつける様に三台並んでチェッカーフラッグを受けた。これが「デイトナ・フィニッシュ」の起源となっている。フォードは1967年もフォード・マークIVでル・マン24時間を制覇したが、1968年度から製造者国際選手権は安全上の理由からプロトタイプ・スポーツカーと量産スポーツカーはそれぞれクラス11 (エンジン排気量3リットル以下) とクラス12 (同5リットル以下) に参加が制限され、クラス13 (同5リットル超) プロトタイプのフォードファクトリーチームは撤退した。しかし量産スポーツカーのGT40は参戦が可能であったため、フォード・アドバンスド・ヴィークルの後身であるJWオートモーティヴ・エンジニアリングがフォード・メイクの活動を受託。ル・マン24時間を2連覇し、フォードは4連覇を果たした。
それからしばらくはフォード傘下のジャガーやDFVエンジンによるプライベーターの参戦はあったものの、フォード独自の活動としては途絶えていた。
しかし半世紀後の、ル・マン初制覇から50周年となる2016年に復帰。参戦クラスはフェラーリも参戦するLM GTE-Proクラスで、同時にFIA 世界耐久選手権（WEC）にもフルエントリーした。マシンは半世紀前と同じフォード・GTの名で、グループGT3の延長で開発されていた既存のLM-GTE勢とは異なり、ル・マンを制覇するためだけに開発されたマシンとなっている。オペレーションはベース車両の共同開発・生産にも携わっているマルチマティックとチップ・ガナッシ・レーシングが行う。この時のプロモーションビデオでは、馬（フェラーリの跳馬を暗示）がGTの速さに驚くという挑発的なシーンがあった。
ル・マン予選ではポールポジションを獲得するものの、速すぎるとして決勝前にBOPを絞られた。決勝ではフェラーリとの一騎打ちになったが、終盤フェラーリをストレートで抜いて優勝、見事50年前の勝利の再現を果たした。加えてこの勝利はフォードに耐久プログラムの延長と拡充を決定した。その後2019年終了をもってフォード・GTでのWEC/IMSAのワークス参戦から撤退した。
2022年、新型マスタングGT3の開発とIMSAへのワークス参戦復帰を発表。開発にはマルチマチックに加えエンジン部分にはMスポーツも参加している。2年後の2024年にデビュー予定とした開発は順調に進み、2023年には正式に発表、この際2024年シーズンから新設されるLTGT3クラスでのWEC及びル・マンへの復帰も発表した。ただし、WECのレギュレーションにより「メーカーが指定するプライベートチーム」というワークス名義ではない特殊な参戦形式となっており、オペレーションはプロトン・コンペティションが行う。
復帰後の2024年のル・マンにはWECにエントリーする2台とELMSからのチャンピオン招待枠1台の計3台で参戦し、決勝は3位でフィニッシュした88号車が表彰台に上がっている。

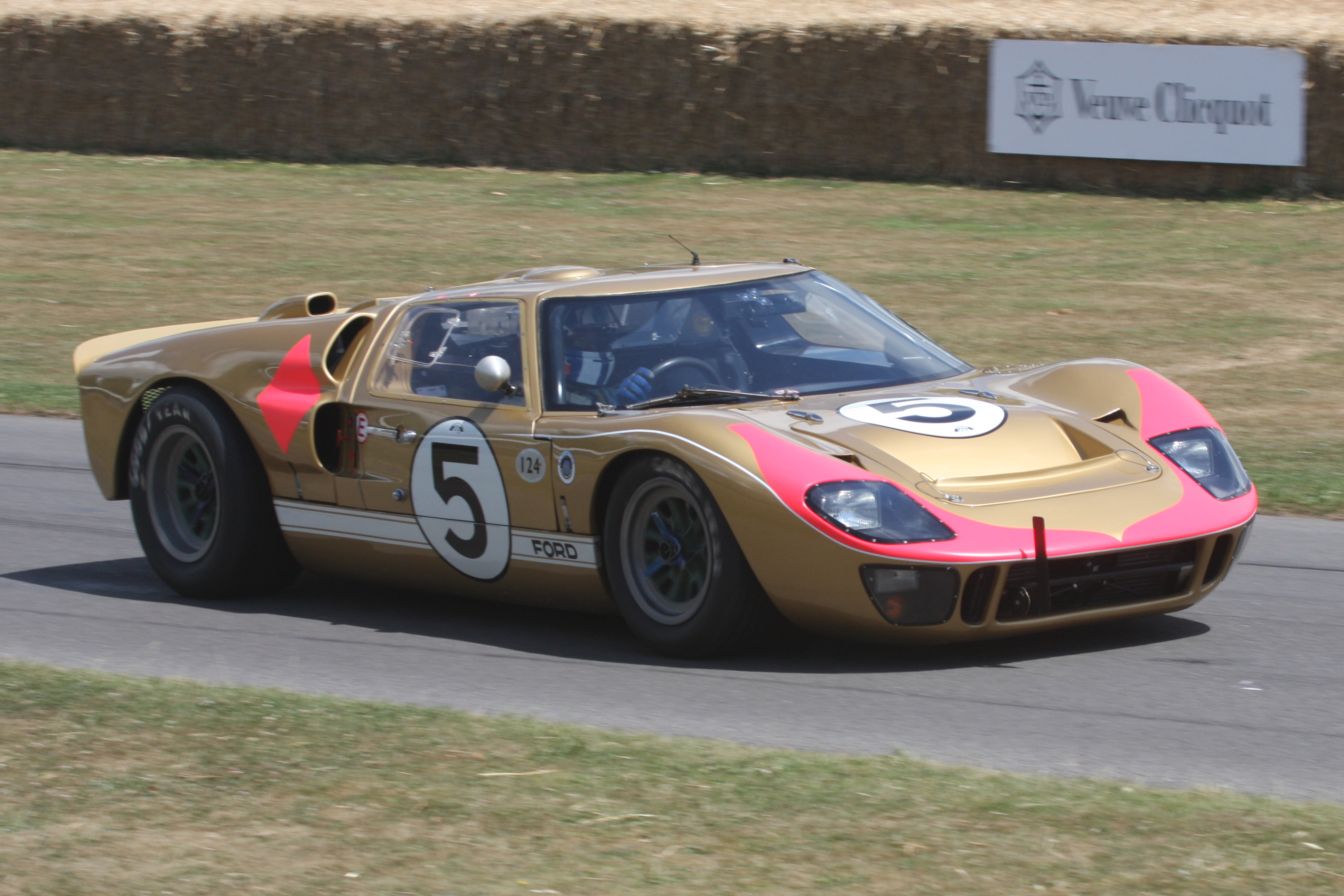
フォード・GTマークII (1966年)
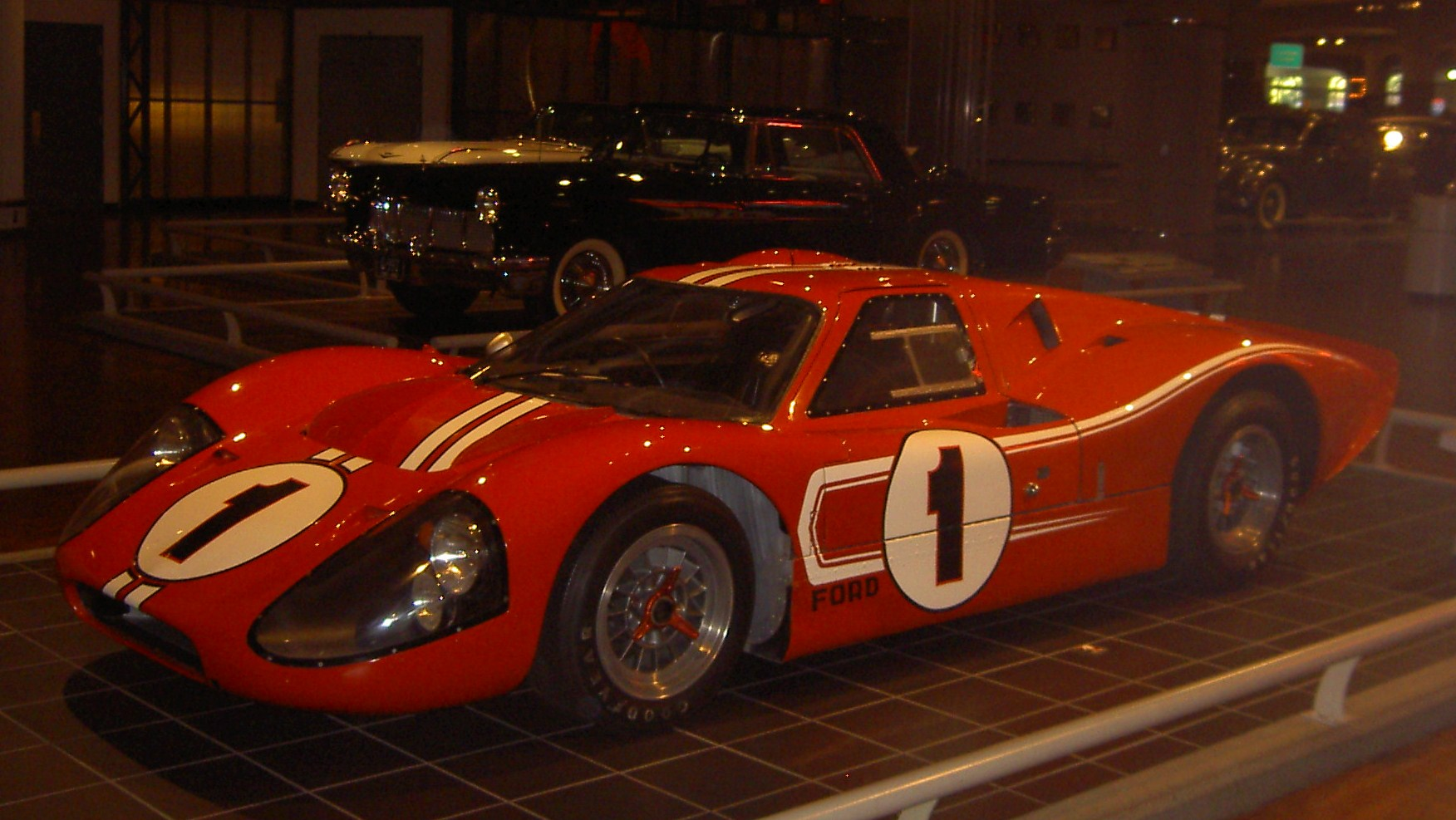
フォード・マークIV (1967年)
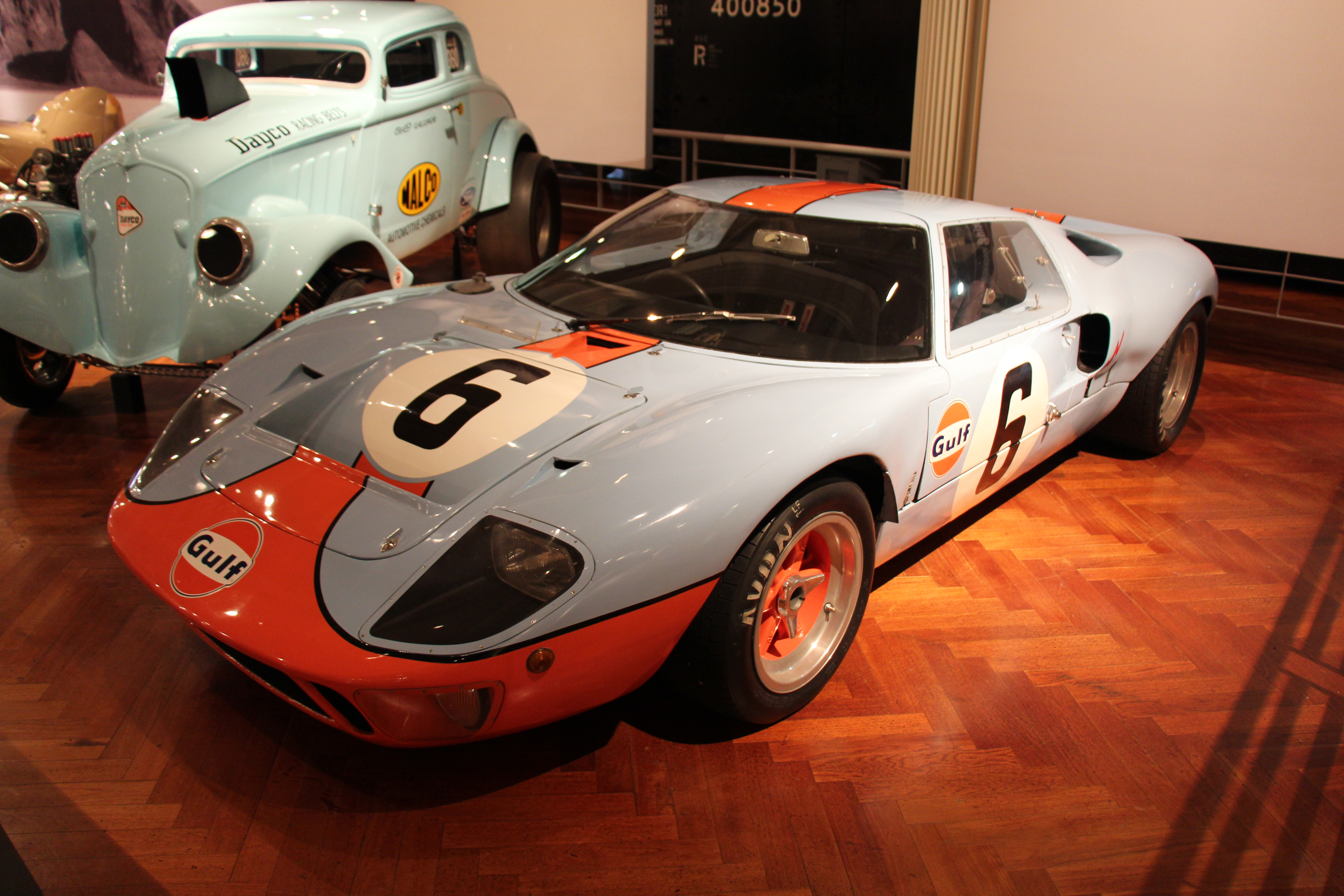
フォード・GT40 (1969年)
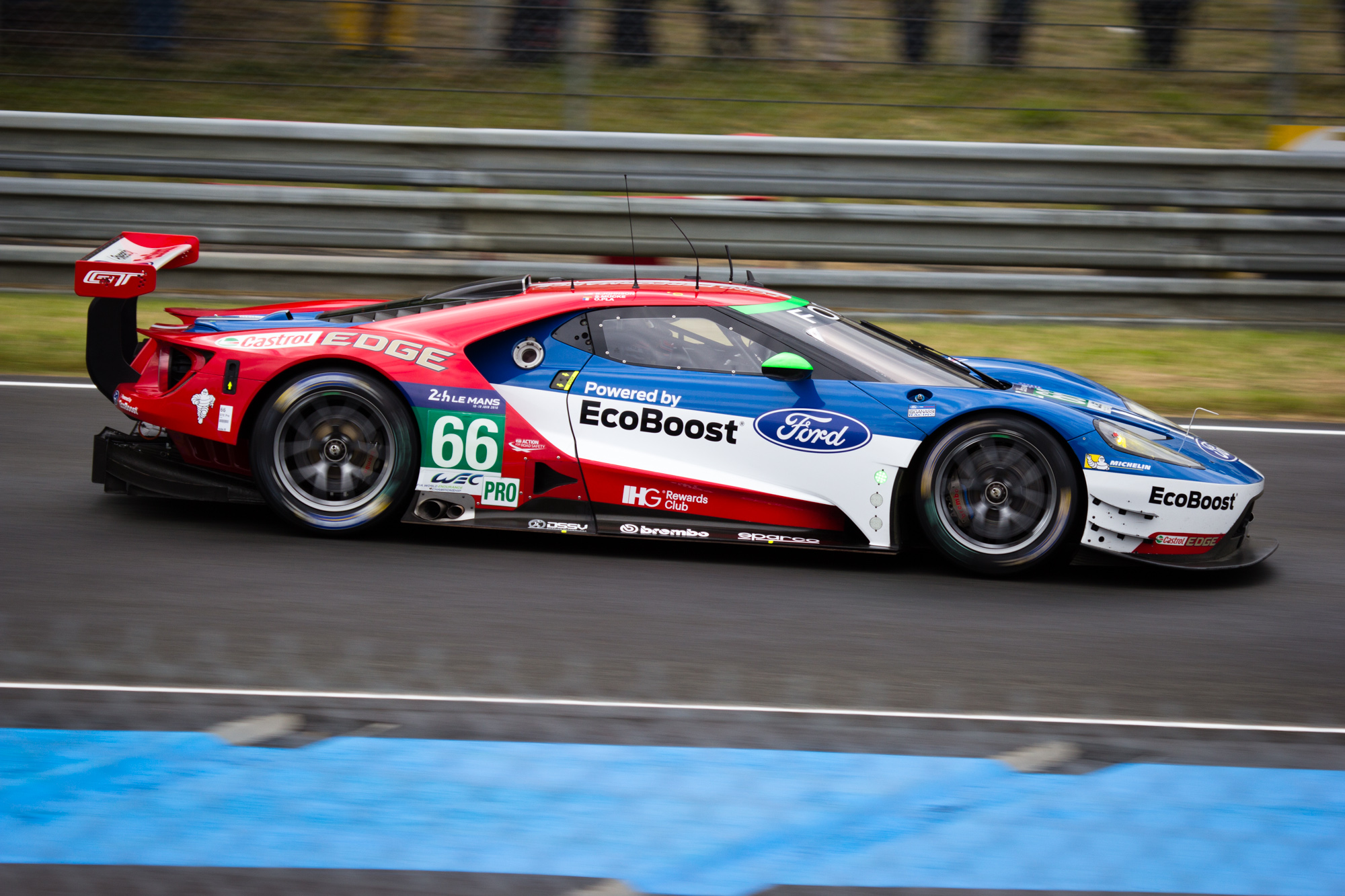
フォード・GT（2016年型）

### ラリー
英国フォードによる欧州ラリー参戦の歴史は古く、1936年にラリー・モンテカルロで初優勝を飾っている。
第二次世界大戦後はゼファーが1953年モンテカルロ、1955年サファリ・ラリーで勝利。なおこのゼファーのエンジンに目をつけたキース・ダックワーズがチューンングし、フォーミュラ・ジュニア用エンジンに仕立てたのが、フォードと後のコスワースの最初の縁となる。その後コスワースは1966年RACに勝利したコルチナ・ロータスのエンジンや、グループB/グループA時代までのフォード製ラリーカーのチューニングを手掛けることになる。
彼らの拠点となる「ボアハム」は、第二次世界大戦中はアメリカ空軍がドイツに飛び立つ飛行場であったが、終戦後はそこがサーキットとして用いられるようになり、グラハム・ヒルなど英国の名ドライバーの生まれる地となった。
1970年の20カ国・全長16,000マイル（約25,749.5km）を走破するロンドン - メキシコ・ワールドカップ・ラリーに初代エスコートで参戦、ハンヌ・ミッコラのドライブで勝利した。
世界ラリー選手権には1973年の初開催から参戦。本拠英国のRACラリー（現ラリーGB）で強さを発揮し、72～79年まで同一マニュファクチャラーによる8連勝という記録を樹立している。1979年に初のマニュファクチャラーズタイトルを獲得。翌年一旦は撤退するが、1981年にはロスマンズ・ラリーチームアリ・バタネンがフォード車でドライバーズタイトルを獲得している。
1986年にワークス復帰し、グループB規定下で当時流行だったミッドシップ+ターボ+4WDのRS200を投入した。ただしこれは同年にグループBが終了したため、1年で役割を終えている。
1987年から導入されトヨタ・スバル・三菱と言った日本車勢が覇権を争っていたグループA時代も、4WDスポーツのエスコート・RSコスワースを量産してワークス参戦に留まった。タイトルには手が届かなかったものの肉薄し、多くの勝利を挙げている。
1996年からは、以前から縁の深かったマルコム・ウィルソンが率いるMスポーツにオペレーションを委託している。
00年代はベース車両をエスコートからフォーカスにスイッチ。シトロエンとセバスチャン・ローブが猛威を振るう中、唯一フォードは彼らと対等に渡り合い、2006年と2007年にマーカス・グロンホルムとミッコ・ヒルボネンの奮戦によりマニュファクチャラーズタイトルを獲得した。このタイトルは実に27年ぶりであった。
2011年にベース車両をフィエスタに変更。経営悪化から2012年限りで一度はワークス参戦から撤退しフォードの名を消したが、継続してフォード車を使い続けるMスポーツへの技術的支援は行っていた。2017年には王者セバスチャン・オジェの加入もあり、Mスポーツがフィエスタでドライバー・マニュファクチャラーズの2冠を獲得した。2018年にはオジェを引き止めるためにMスポーツへの技術支援を厚くし、金銭的支援も行うことで「Mスポーツ・フォード」の名で復帰。限られた予算の中、オジェにリソースを注ぎ込んでドライバーズチャンピオンを連覇した。
2022年からはスケーリング規定を用いてベース車両をSUVのプーマに切り替え、プーマRally1で参戦している。
2022年現在、フォードの歴代WRC勝利数はシトロエンに継ぐ2位である。また初開催から45年間、プライベーター参戦含め唯一WRCに車両が参戦し続けているメーカーでもある。
またMスポーツは年間100台以上を数えるフィエスタのグループRally車両を世界中のプライベーターに供給しており、WRC2・WRC3で多数見ることができる他、2017年からフィエスタR2、2022年以降もフィエスタRally3はJWRCのワンメイク車両にも指定されている。

### ラリークロス
欧州ラリークロス選手権に古くから参戦し、開幕3年目の1978年にエスコートRS1800がチャンピオンを獲得。1988～1994年にRS500が二輪駆動部門を7連覇する活躍を見せた。
2016年にケン・ブロックと彼のチームであるフーニガン・レーシングを擁して世界ラリークロス選手権にセミワークス参戦したが、カテゴリの将来を見極めるためとしてわずか二年で撤退している。一方で下位クラスのツーリングカー部門（後輪駆動に換装）ではフィエスタがチャンピオン常連となっている。

### ラリーレイド
南アフリカでフォード陣営筆頭として戦っていたNWM（ニール・ウーリッジ・モータースポーツ）をワークス化し、2013年ダカール・ラリーに「チーム・フォード・レーシング」としてレンジャーのグループT1車両で参戦した。エンジンはマスタングにも搭載されていたV8自然吸気。しかしX-raid・プジョー・トヨタの三つ巴の戦いには割って入れず、2015年限りでワークスとしては撤退した。物流担当だったドイツのサウス・レーシングがマシンと部品のデリバリーを行うことで、その後もしばらくレンジャーの参戦は続いた。
2022年にMスポーツがNVMと提携し、将来のフォードとしての再参戦にむけてレンジャーのT1+車両を開発していることが公になった。エンジンは過給器付きガソリンエンジンが認められたため、V6ツインターボとなる。
フォードエンジンはプライベーターに人気があり、旧くはシュレッサー・バギー、近年ではプロドライブ・ハンターなどがフォードエンジンを用いていることで知られる。

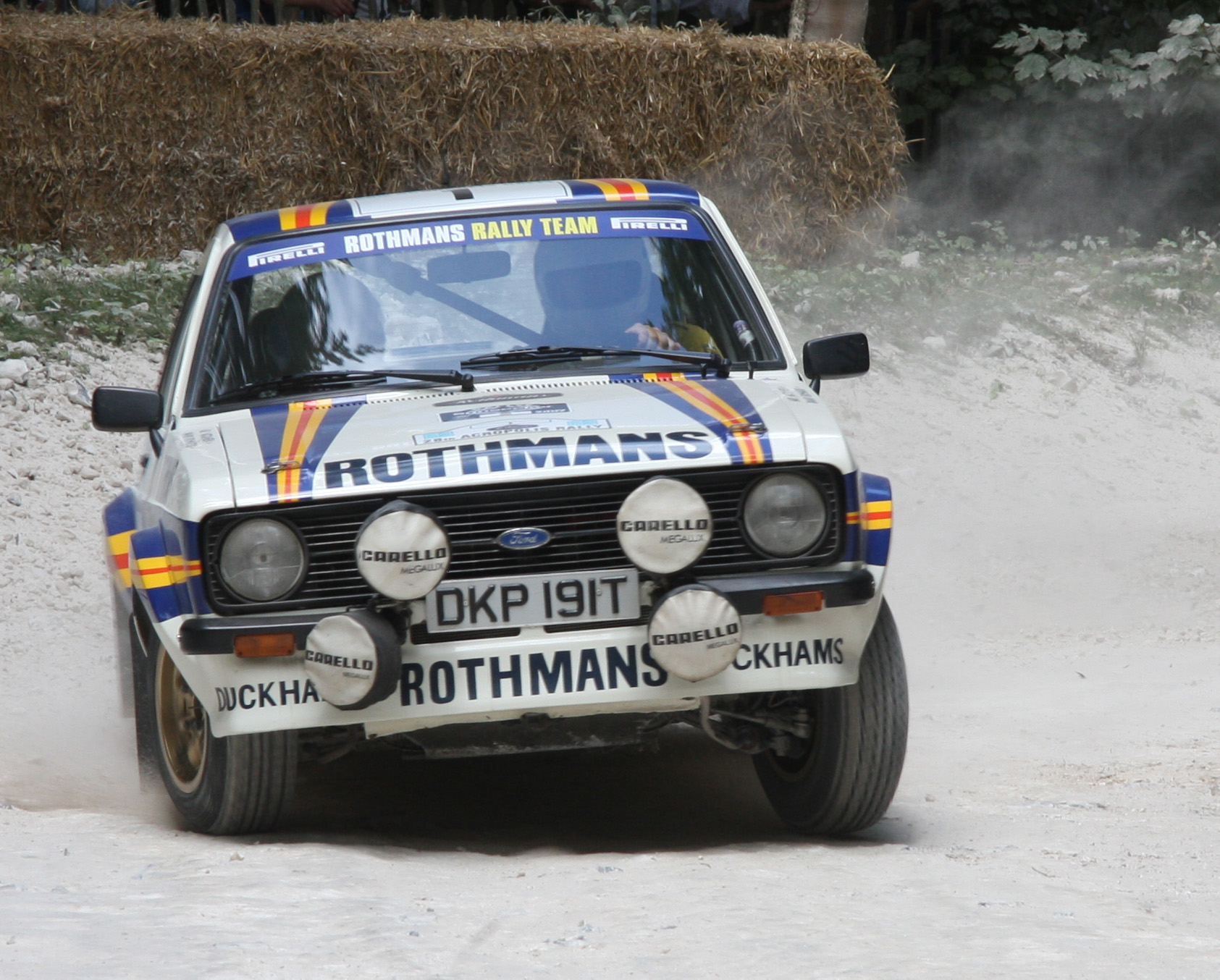
グループ4のエスコートMk2（1978年）
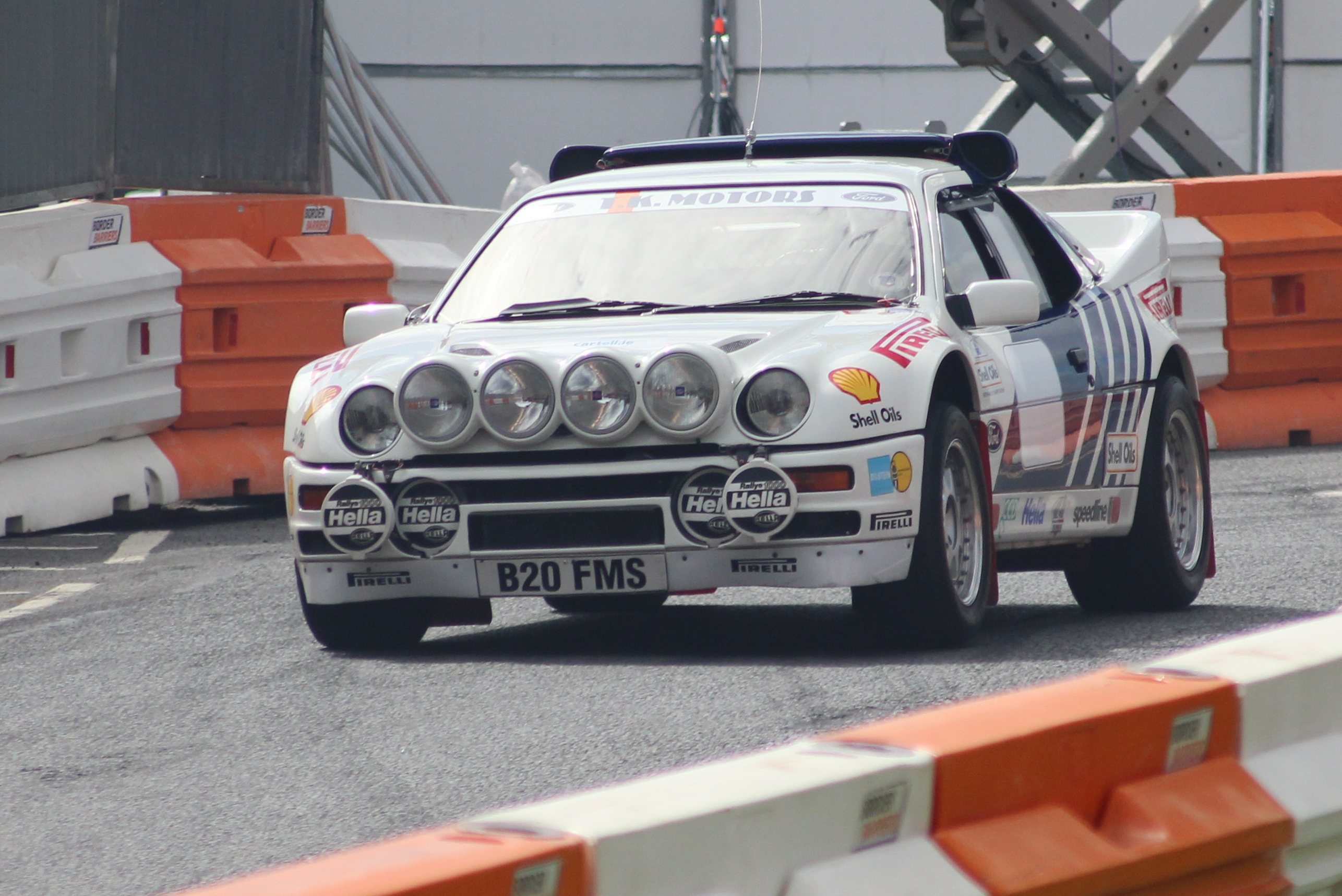
グループBのRS200（1986年）
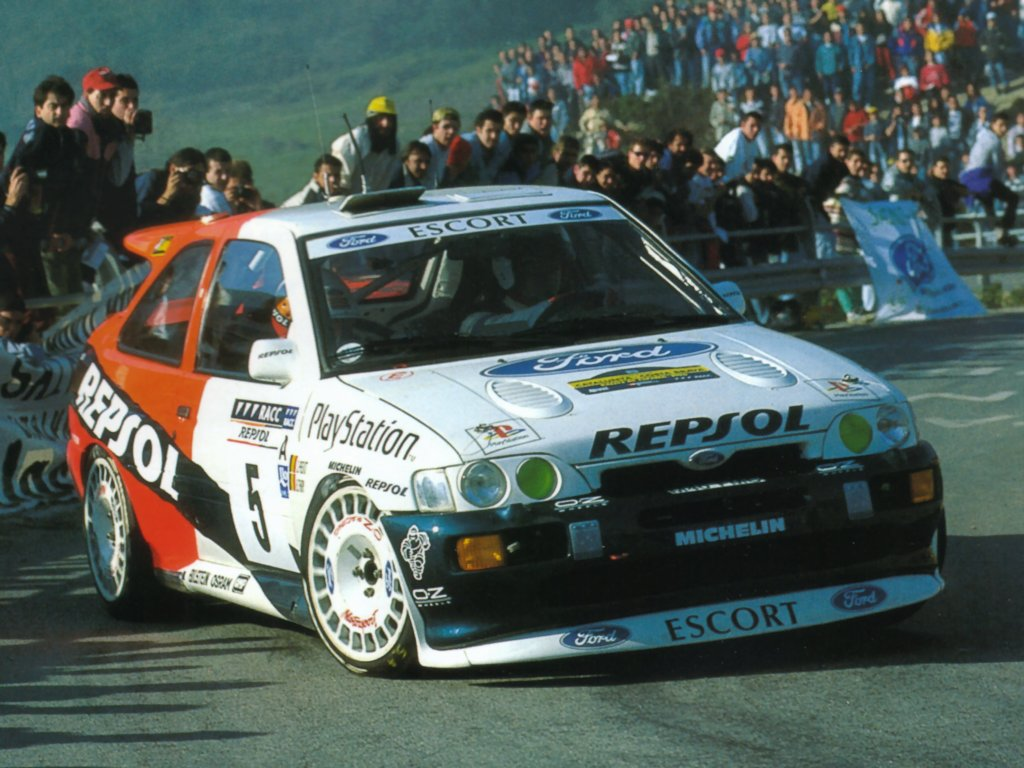
エスコートRSコスワース（1996年）
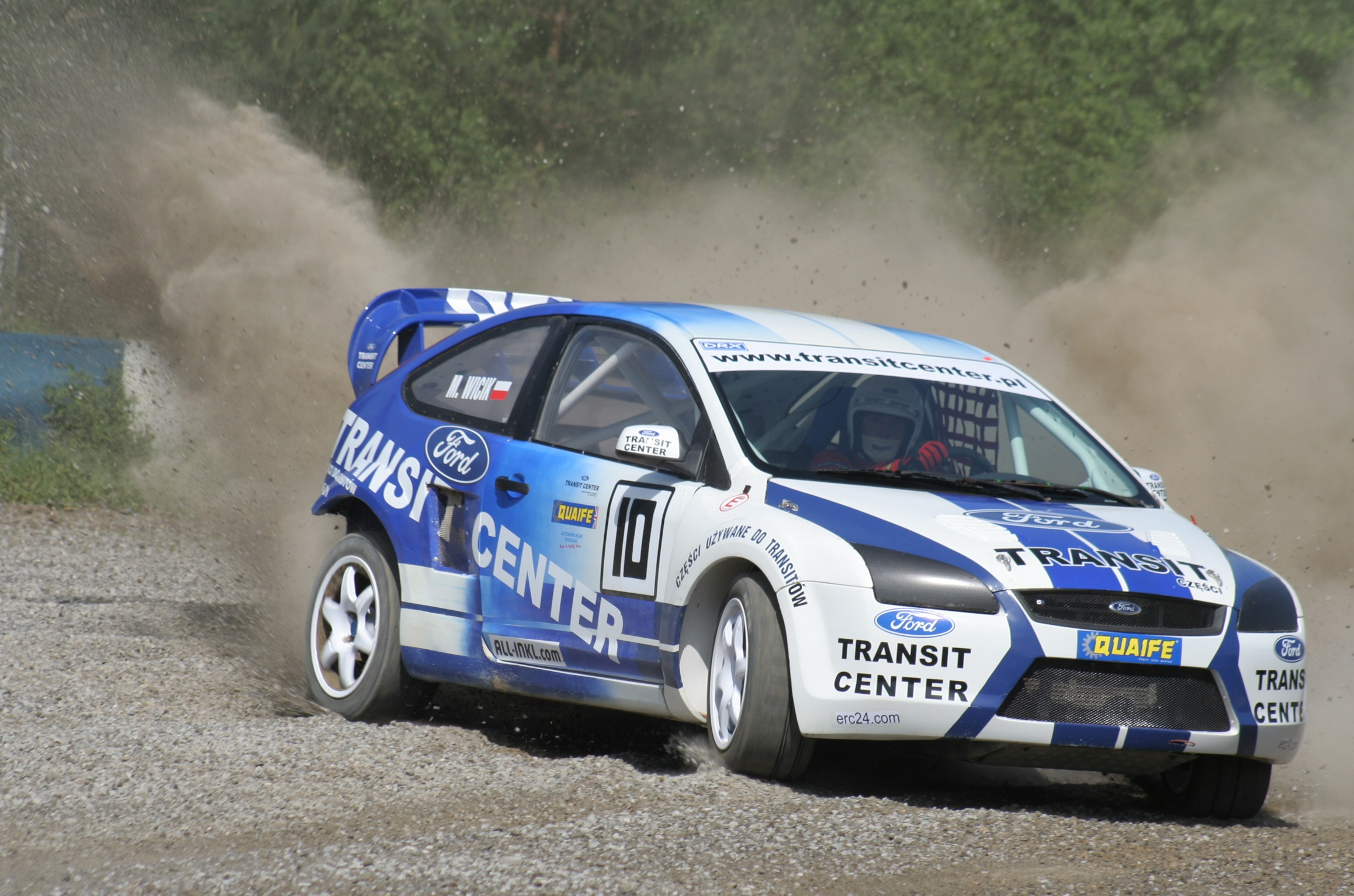
フォーカスWRC（2006年）
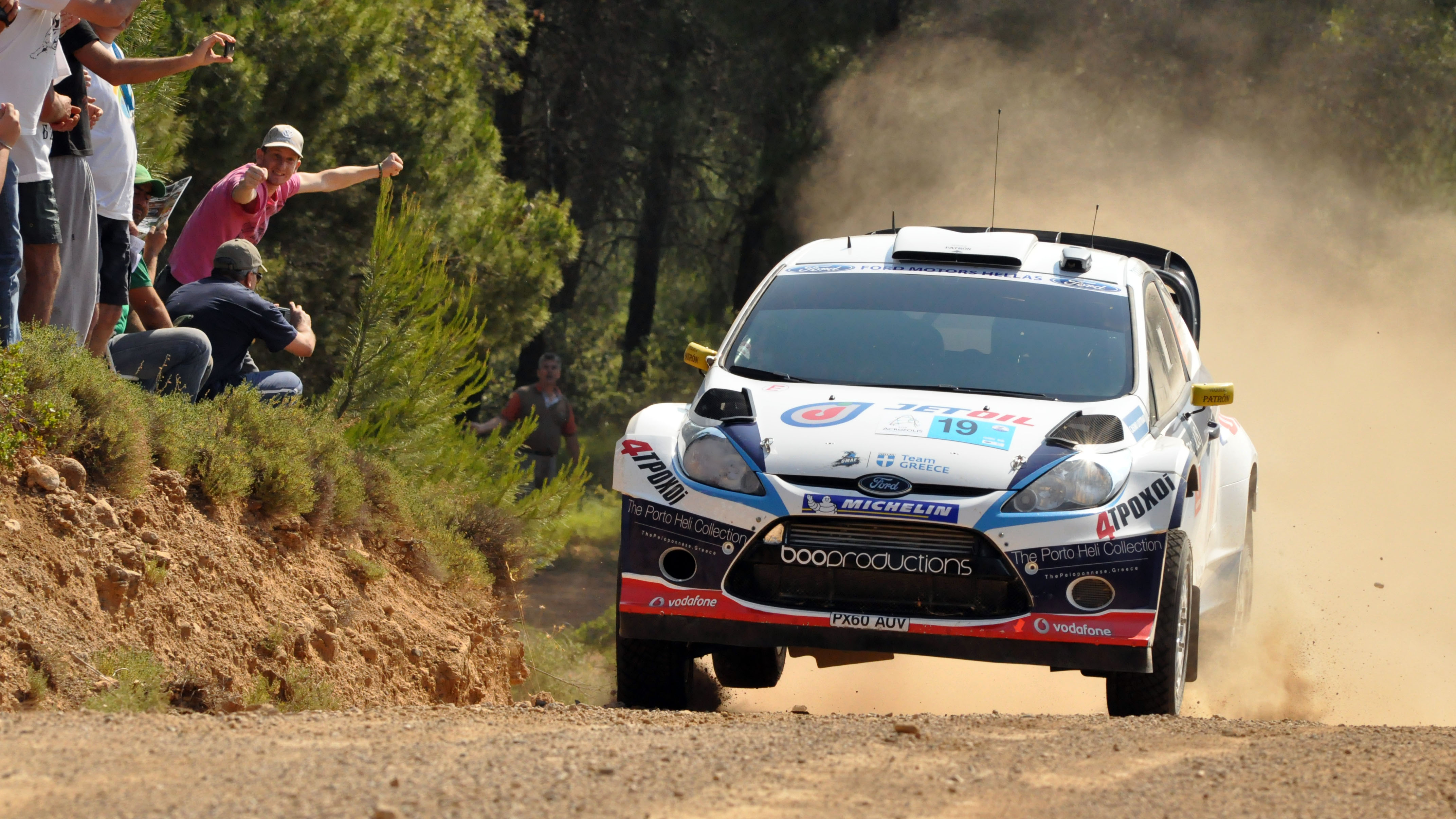
フィエスタRS WRC（2011年）
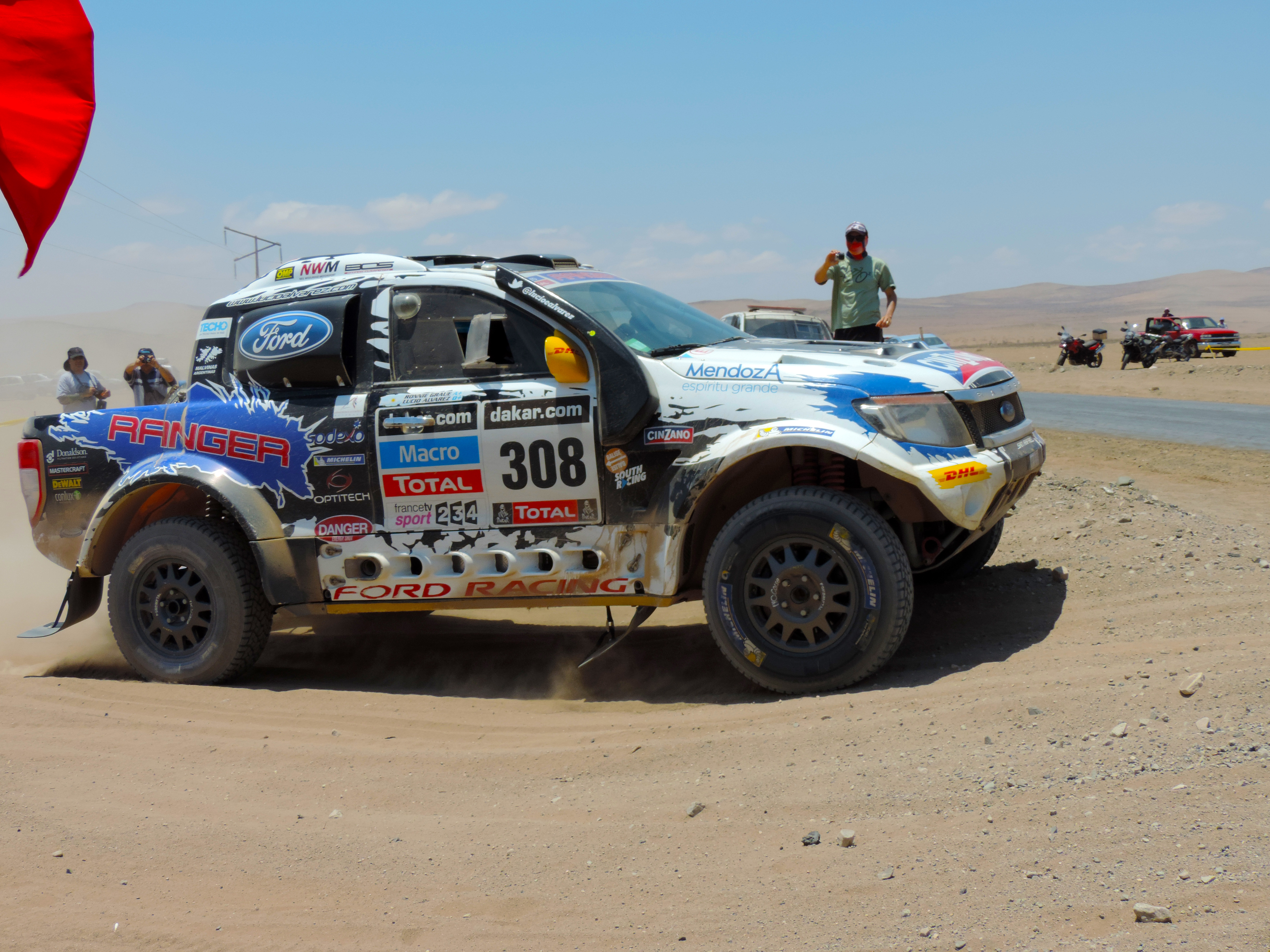
ダカール・ラリーのレンジャー（2014年）
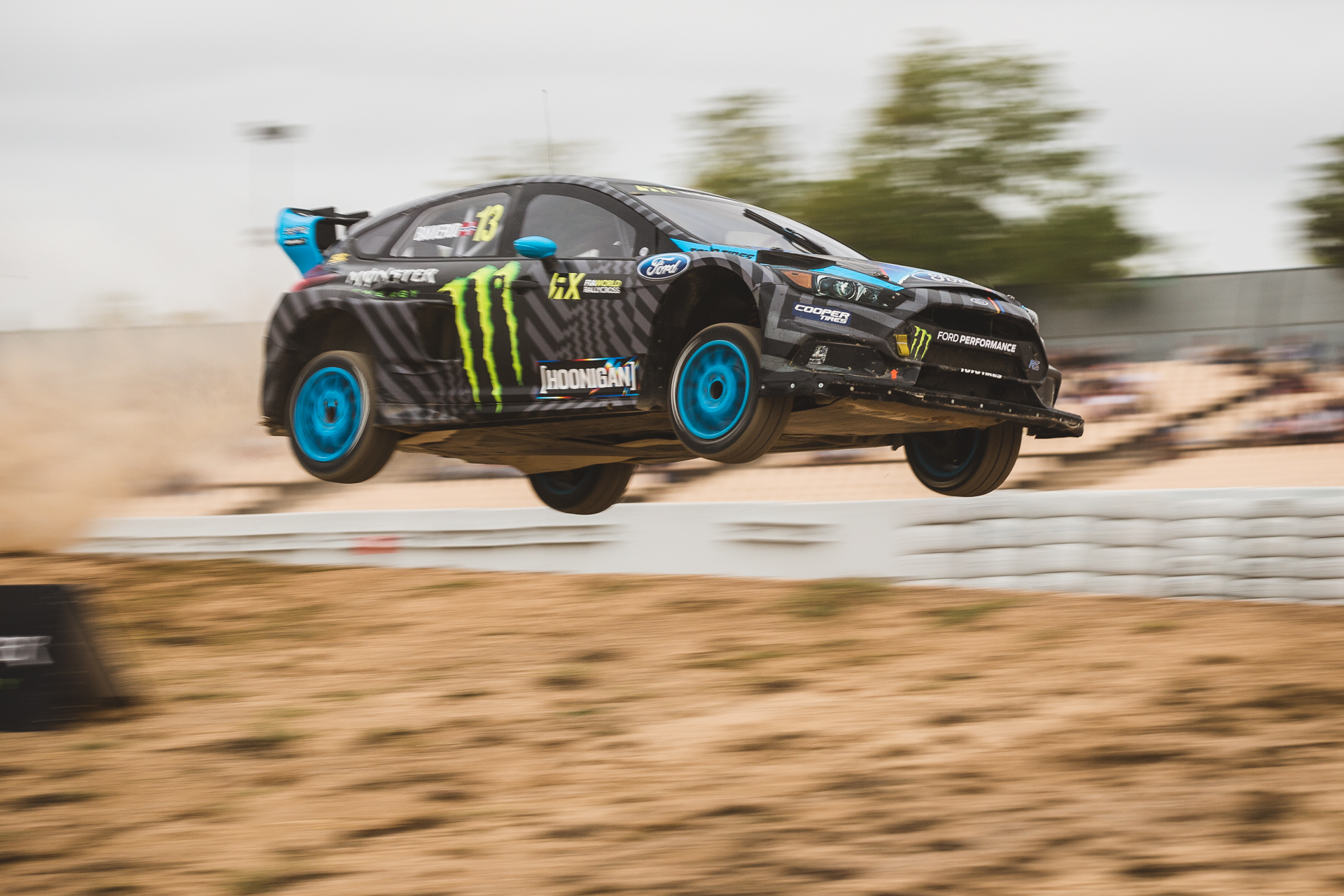
ラリークロスのフィエスタ（2016年）
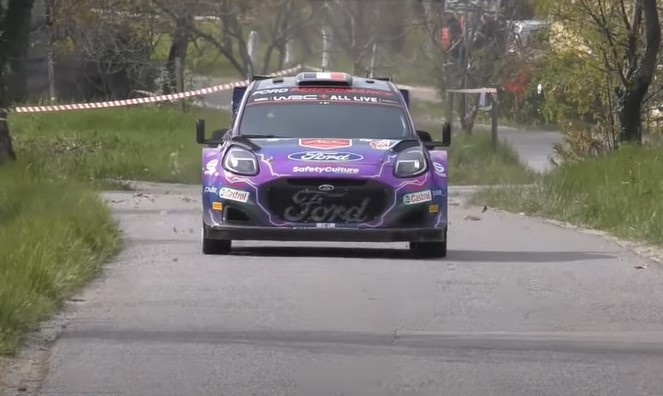
プーマ・ラリー1（2022年）

### ツーリングカーレース
BTCC（英国ツーリングカー選手権）では1959年のチャンピオンマシンとしてフォードの名が見える。1960年代もコルチナ、マスタングなどで最強勢力として君臨していた。近年では2000年にモンデオでチャンピオンを獲得したのを最後に、タイトルからは遠ざかっているが、プライベーターによる参戦は続いている。
ETC（欧州ツーリングカー選手権）やDRM（ドイツレーシングカー選手権）でも、1960～1970年代にフォードが活躍。ETCではジャッキー・イクスが1965年にマスタングで、1971・1972年にディーダー・クレムザーとヨッヘン・マスがカプリRS2000で選手権を連覇した。DRMではザクスピードとの提携により1973～1976年にエスコートで4連覇、1981年もカプリでチャンピオンとなった。
1980年代のグループA規定においては、シエラRS500とシエラコスワースがBMWと世界的に互角に渡り合った。1987年には（WTC）世界ツーリングカー選手権でマニュファクチャラーズタイトルを獲得するなど、4WDの日産・スカイラインGT-Rが登場するまで最強マシンの一角を占めた。
グループAの後継となった『スーパーツーリング』やスーパー2000規定下のWTCCでもフォーカスを用いていての参戦が行われたが、往年の強さを発揮することはできずに終えている。
現在のTCRでは、TCRアジアで活躍するプライベーターのSROが開発したフォーカスが使用されている。

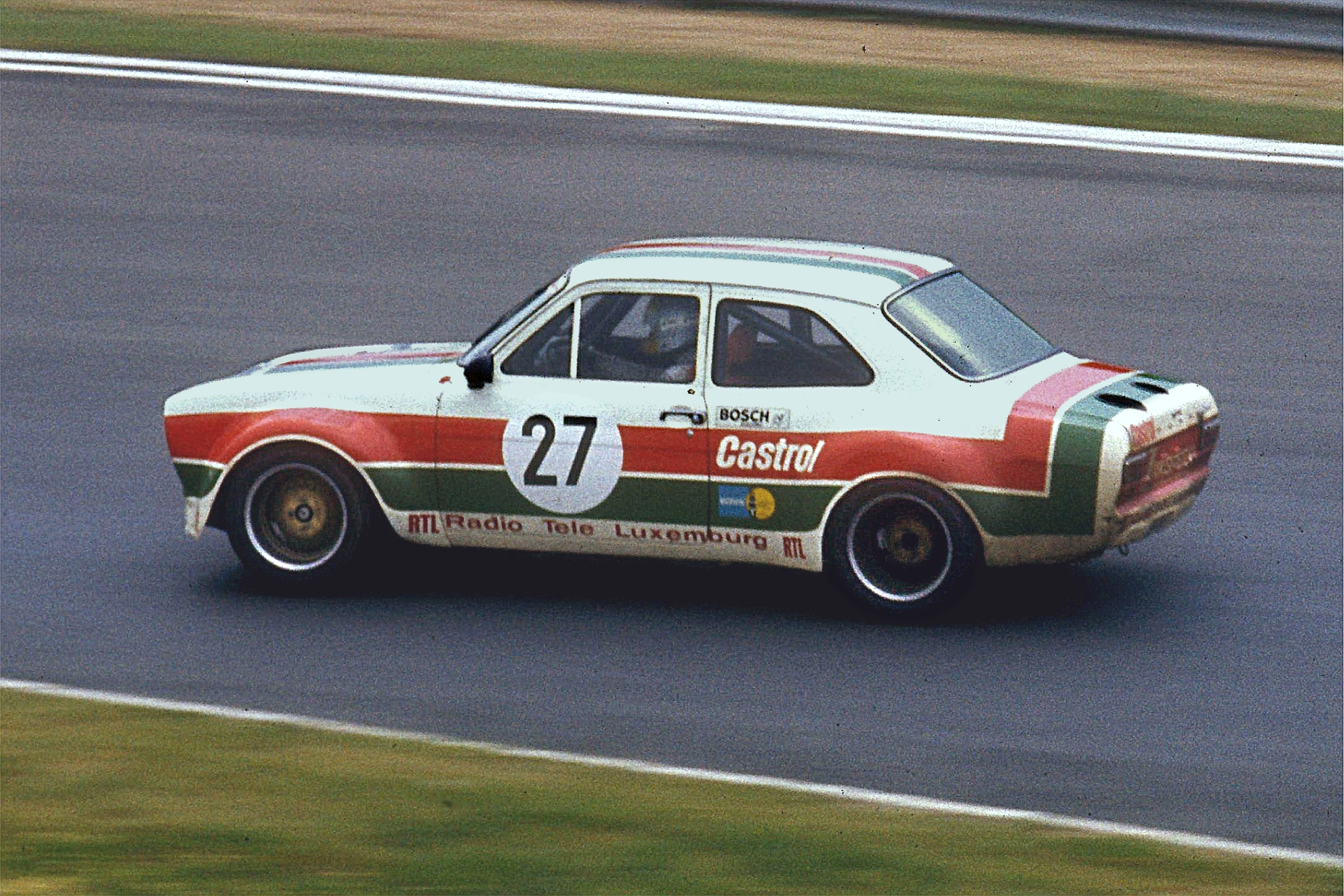
エスコート（1974年ETC）
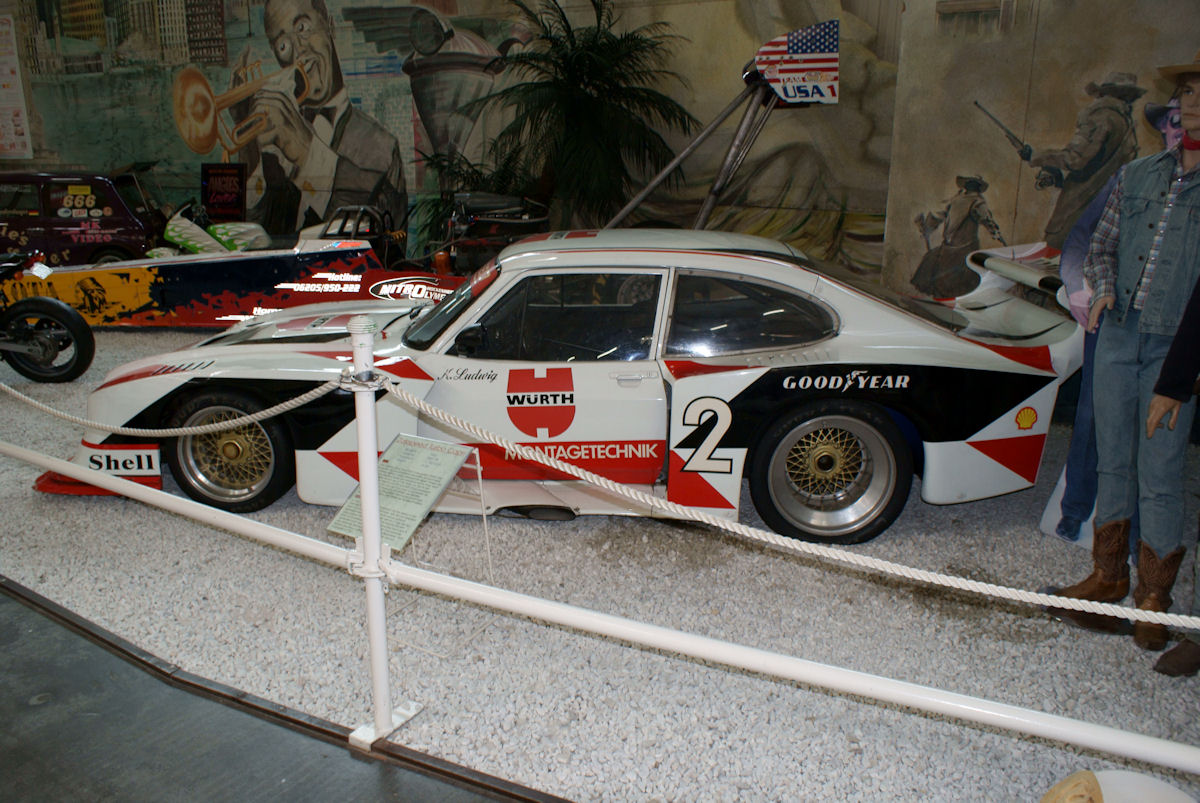
カプリ（1981年DRM）
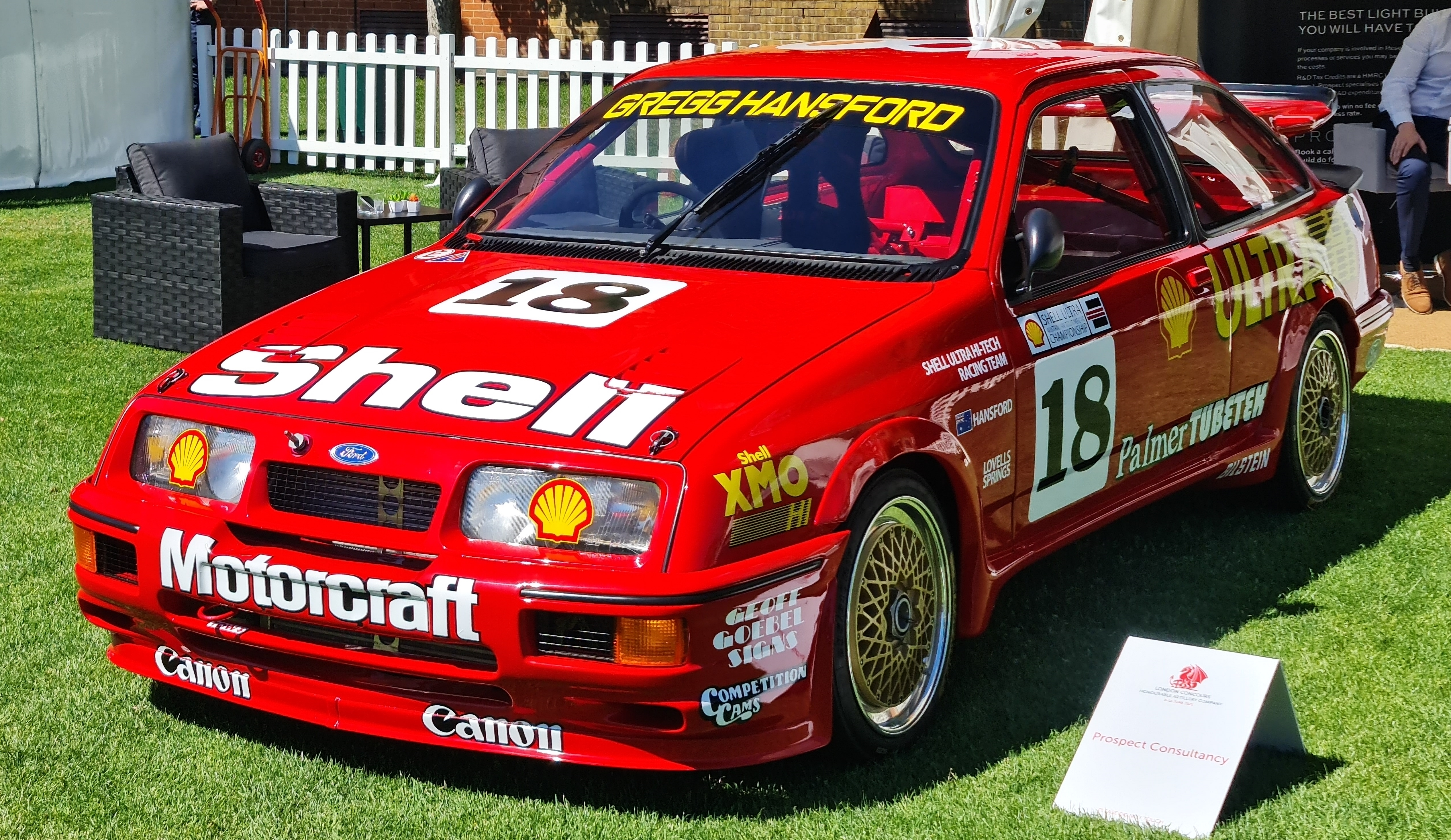
シエラRSコスワース（1987年WTC）
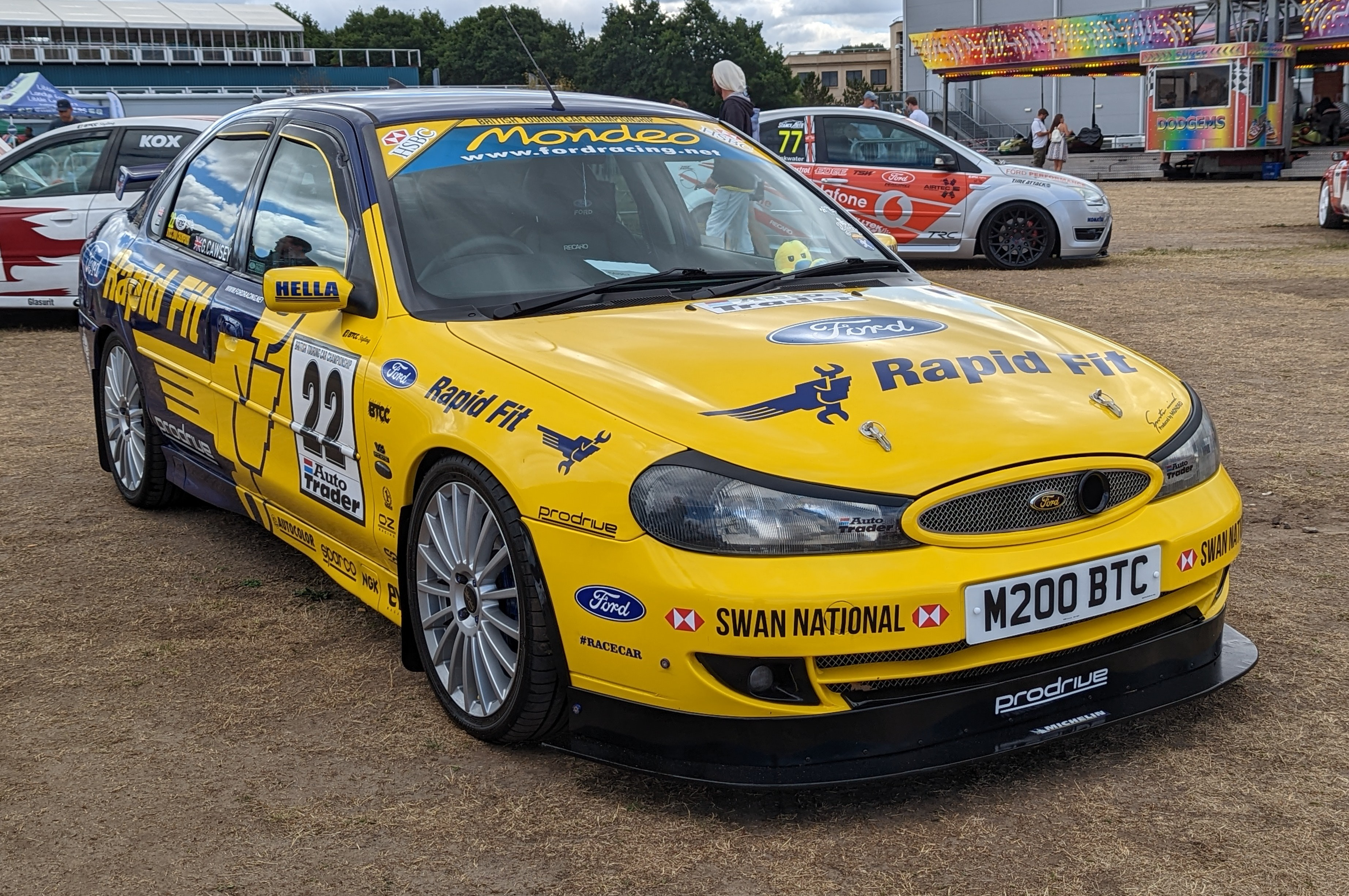
モンデオ ST200（1999年BTCC）
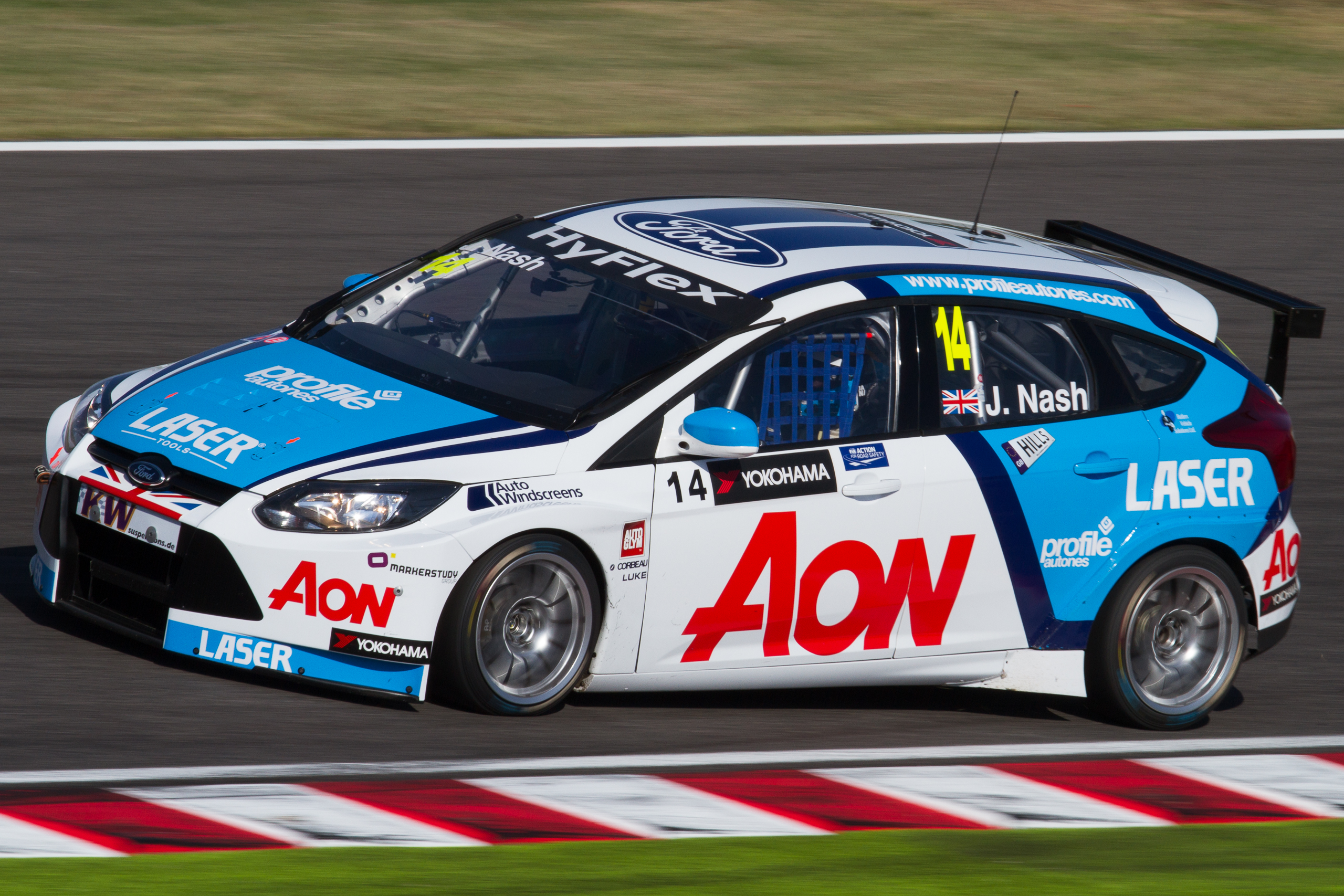
フォーカス（2012年WTCC）

### F1

#### 前史
最大排気量が1.5Lだった1963年-1965年にかけて、109Eエンジンを使うチームが散発的に参加した。最大排気量が3.0Lに倍増した1966年は、インディ500用に開発されたインディアナポリスエンジンを流用した406エンジン（V8）を、この年F1参戦を開始したマクラーレンが使用したが、F1で使うには重量過多で競争力はなく、3戦のみの出走で2ポイントを獲得するにとどまった。

#### コスワースとの提携
1967年にエンジンコンストラクターのコスワースへ資金援助をする形でF1に参戦した。コスワースが開発したDFVエンジン(V8)は、一時はフェラーリ以外のエンジンを駆逐するほどの戦闘力を示した。DFVの猛威は80年代前半まで続き、154勝というF1史上最多勝利記録を持つエンジンとなった。その後はターボ車の隆盛により一時下火となるが、ターボ禁止や新型エンジンの開発と共に息を吹き返し、1994年のミハエル・シューマッハ（ベネトン）がフォード名義エンジンとして最後のチャンピオン獲得となった。1987年にフォードエンジンに切り替えたベネトンは、1989年にフォードの新型エンジンを独占供給してもらえる権利を獲得するなど、事実上フォードのワークスチームと呼べる体制であった。
1996年以降はV10エンジンを開発したものの再び下火になっていく。フォードは2000年から傘下のジャガーの名義でF1に参戦したが、組織的な紛糾が続き2004年にあえなく撤退。長きにわたるコスワースとの関係もここで終わりを迎えた。5年間の最高成績は3位表彰台が2回、コンストラクターズランキング8位に留まった。
2003年ブラジルグランプリのジャンカルロ・フィジケラ（ジョーダン）の優勝が、フォード名義エンジン最後の勝利となっている（フォード・コスワースエンジンとしてF1通算176勝）。

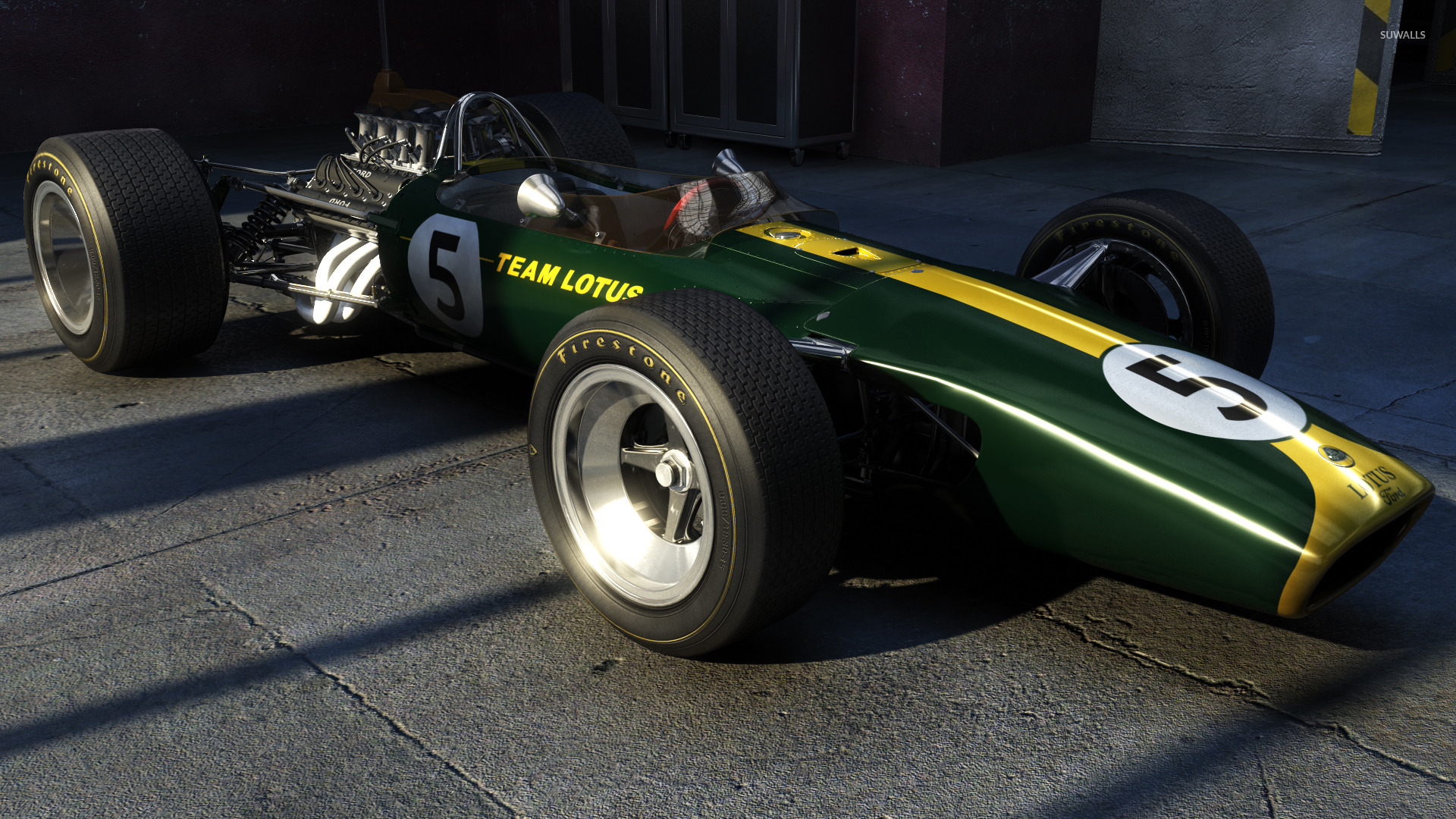
ロータス・49（1967年型）- DFVエンジンが搭載された最初のマシン
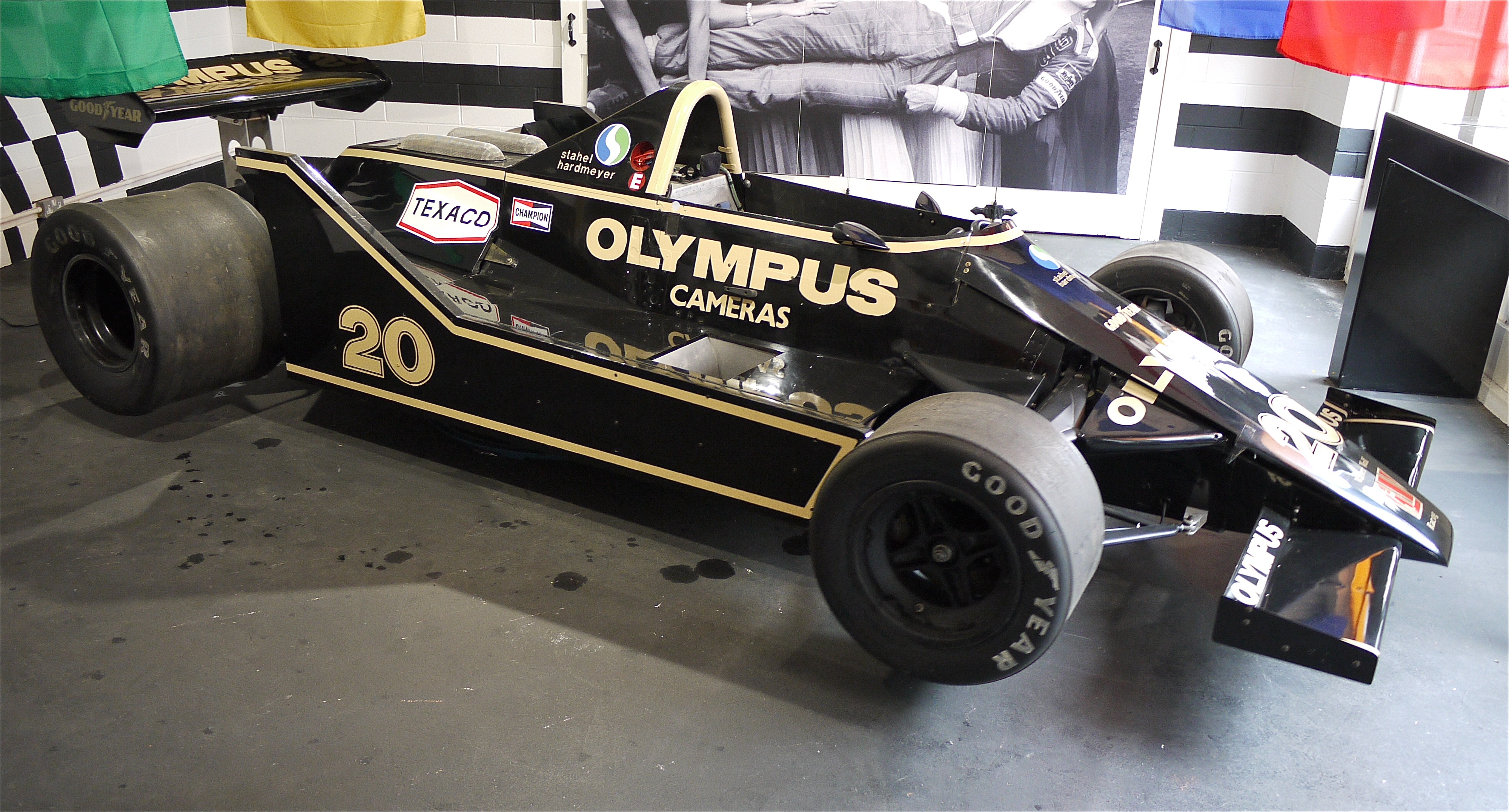
ウルフ・WR8（1979年）
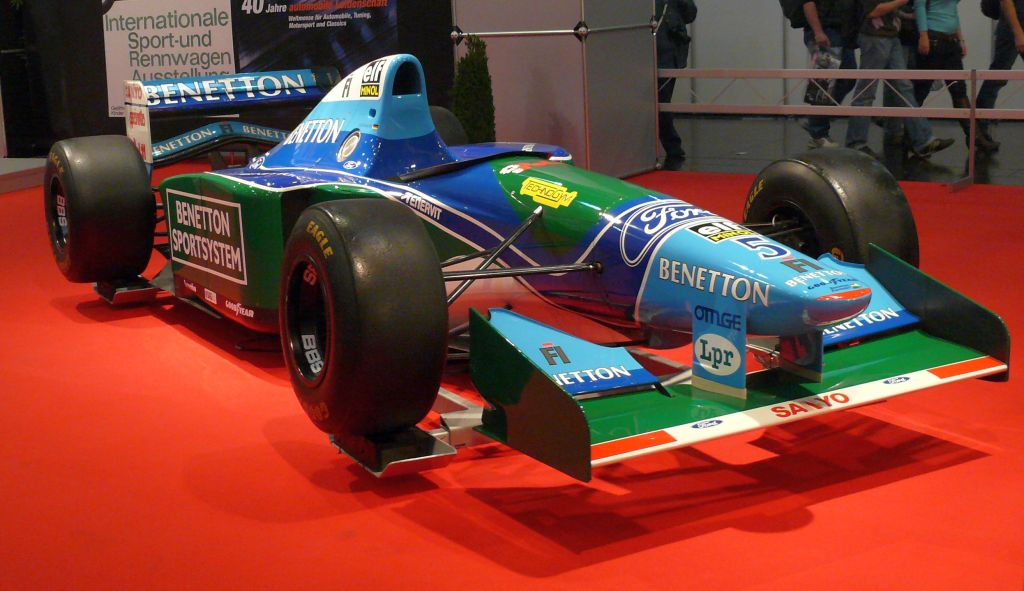
ベネトン・B194（1994年）
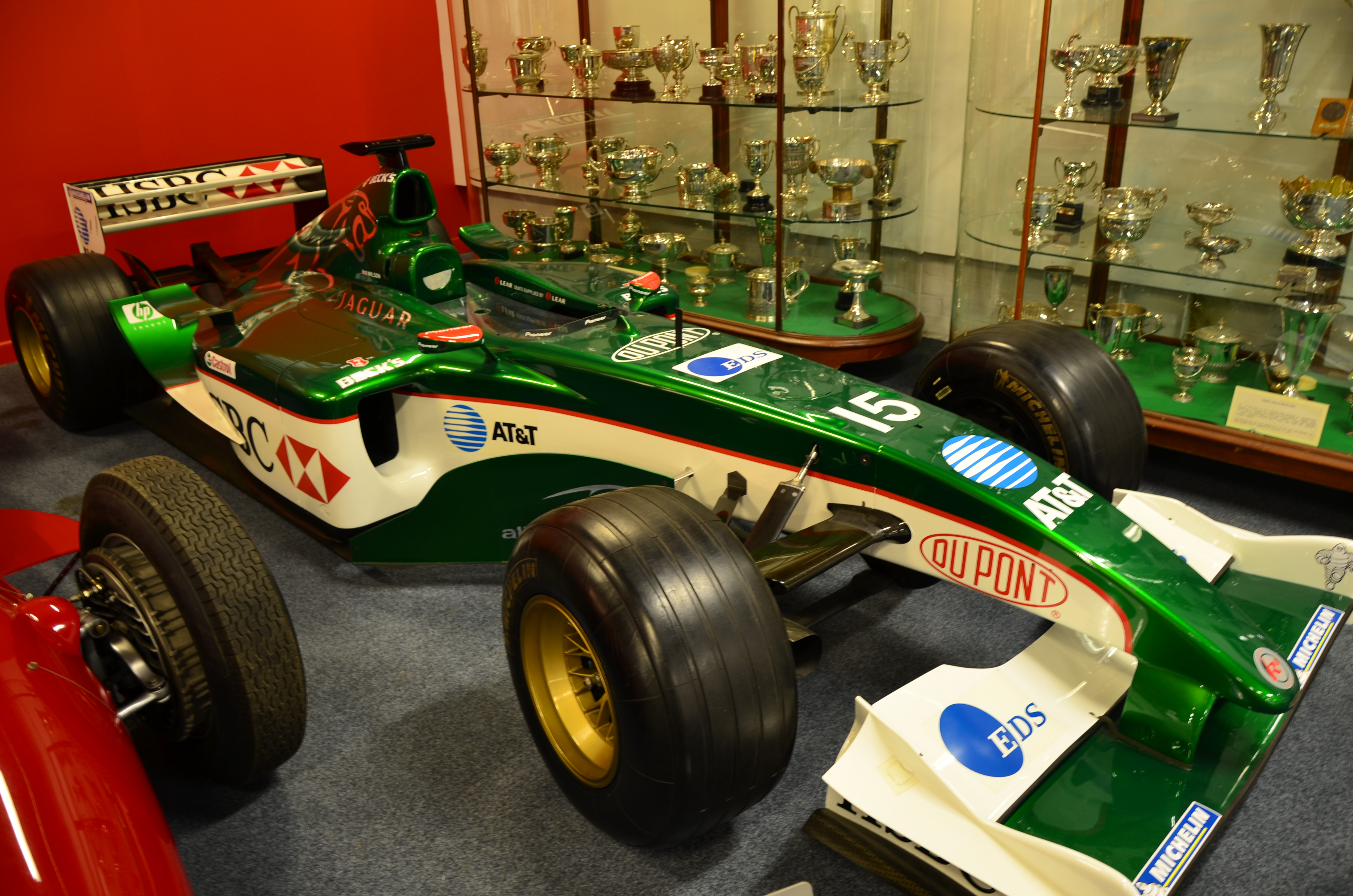
ジャガー・R4（2003年）

#### レッドブル・パワートレインズ（RBPT）との提携
2023年2月3日、レッドブル・レーシングは新車「RB19」の発表会にて、2026年シーズンよりフォードと提携することが発表された。レッドブルのF1用パワーユニット（PU）製造会社であるレッドブル・パワートレインズ（RBPT）は、2026年より「レッドブル・フォード」としてレッドブル・レーシング及びRBにPU一式を供給する。既にICE（内燃エンジン）の開発を進めているRBPTに対してフォードは2023年より次世代PU開発において、バッテリーセルや電気モーター技術、パワーユニット制御ソフトウェア、分析などのノウハウ、専門知識を供与していく。

## 北米における活動
NASCAR発足時の1949年からフォード車が参戦しており、最高峰のカップ戦では18回のドライバーズタイトル、17回のマニュファクチャラーズタイトルを獲得している他、デイトナ500でも15回勝利している。これらはいずれもシボレーに次ぐ歴代2位の記録である。近年はGMとトヨタに押されていたが、2018年にジョーイ・ロガーノによって14年ぶりのドライバーズタイトルとマニュファクチャラーズタイトルを獲得した。なおフォードのNASCARおよびARCA（ストックカー）エンジンの開発は、長きに渡りラウシュ・フェンウェイ・レーシングのエンジン部門であるラウシュ・イェーツ・エンジンが担当している。
インディ500でのフォードエンジンの優勝は、初開催から半世紀以上後のジム・クラークの1965年と意外と遅かった。この時のエンジンは社内で開発されたDOHCコンペティションで、ターボ化などの改良を行いながら1971年まで他社を圧倒したまま撤退した。その後コスワースが開発したF1用のDFVをチャンプカー用に再開発したDFXが1978年に優勝して以来、常勝エンジンとなる。1996年の勝利がフォードにとって最後のインディ500勝利となっている。CARTでは1979年の開催当初からコスワース・フォードとして参戦し、10度以上のタイトルを獲得した。1996年のインディ・レーシング・リーグの分離独立後もフォードはCARTに残り続けたが、シリーズ・インディ500双方でホンダ・トヨタに圧倒され続けた。2002年に両社が撤退してチャンプカー・ワールド・シリーズ・パワード・バイ・フォードと名称が変わって以降は、コスワースがチューニングしたフォードXFエンジンのワンメイクとなった。この選手権は2008年をもって消滅した。2017年現在、フォードは市販車に関与するものにしかワークス参戦しないとしてインディカー復帰の噂を否定している。
スポーツカーレースでは、記念すべき第1回デイトナ24時間でGT40が総合優勝を果たしているが、それ以降はエンジン供給の形がメインとなっている。近年はグランダム・シリーズとユナイテッド・スポーツカー選手権に参戦し、2012年・2015年にフォードエンジンを搭載したライリー・テクノロジーズのデイトナ・プロトタイプが優勝している。2016年からはプロトタイプへのエンジン供給はしておらず、フォード・GTで戦うGTLMクラスに主戦場を移している。
レッドブル・グローバル・ラリークロス（GRC）にも初年度からフィエスタで参戦、オルズバーグMSEとともに4度のドライバーズタイトルと2度のマニュファクチャラーズタイトルを獲得している。
その他ドリフト、ドラッグレース、オフロードレース、フォーミュラ・フォードなども手がけている。

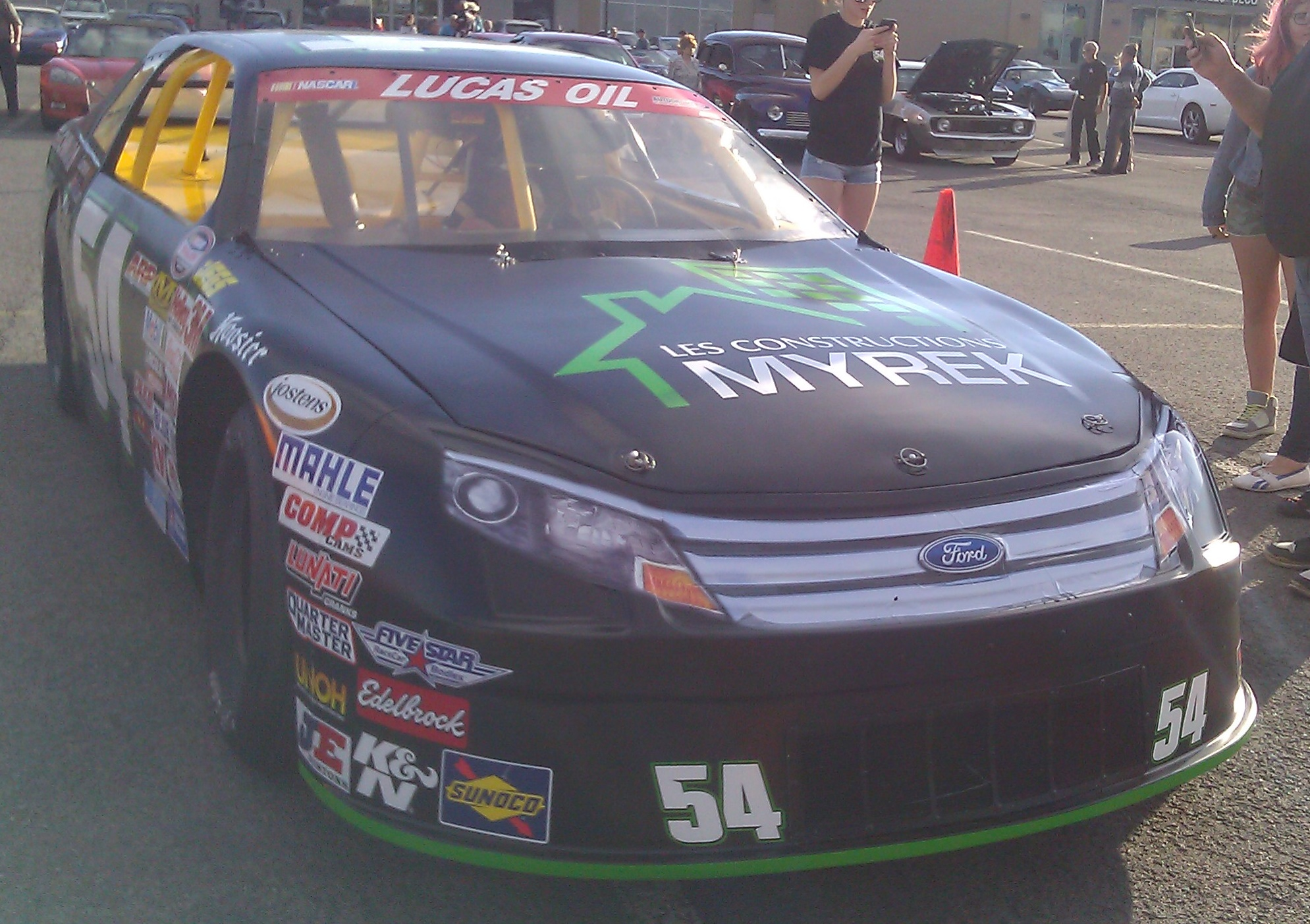
NASCARのフュージョン（2014年）
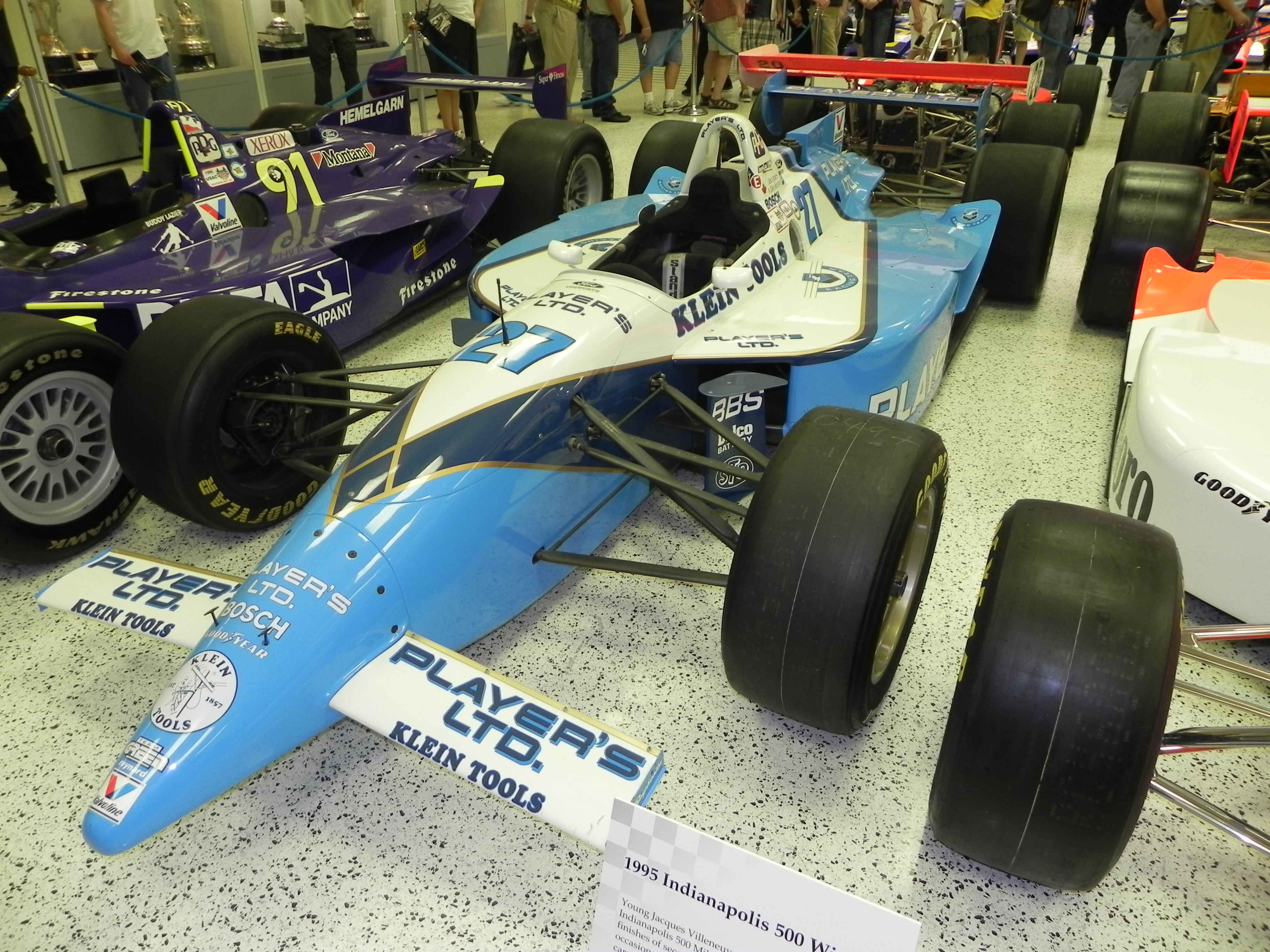
ジャック・ヴィルヌーヴのインディ500優勝車（1995年）
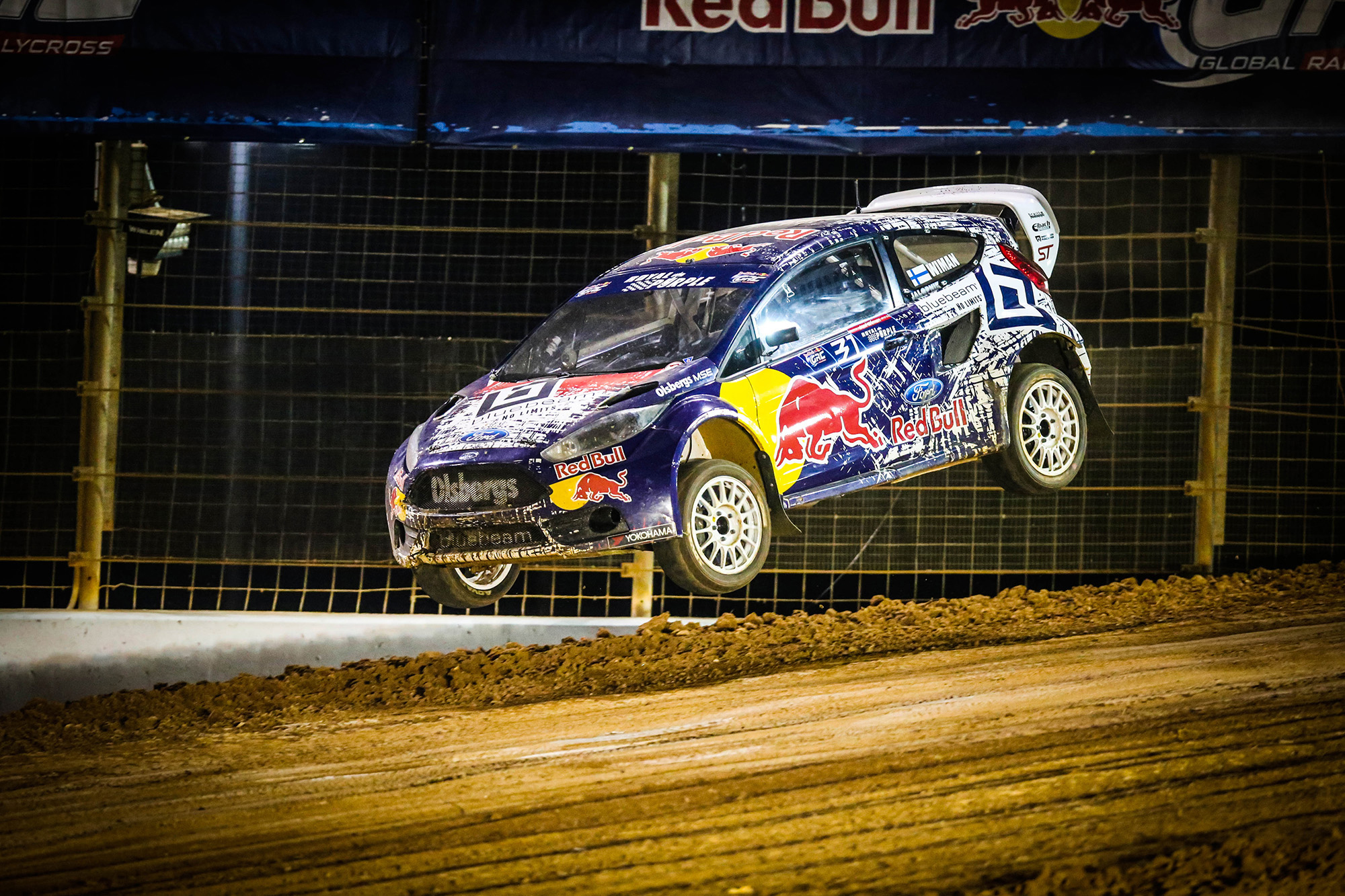
GRCのフィエスタ（2014年）
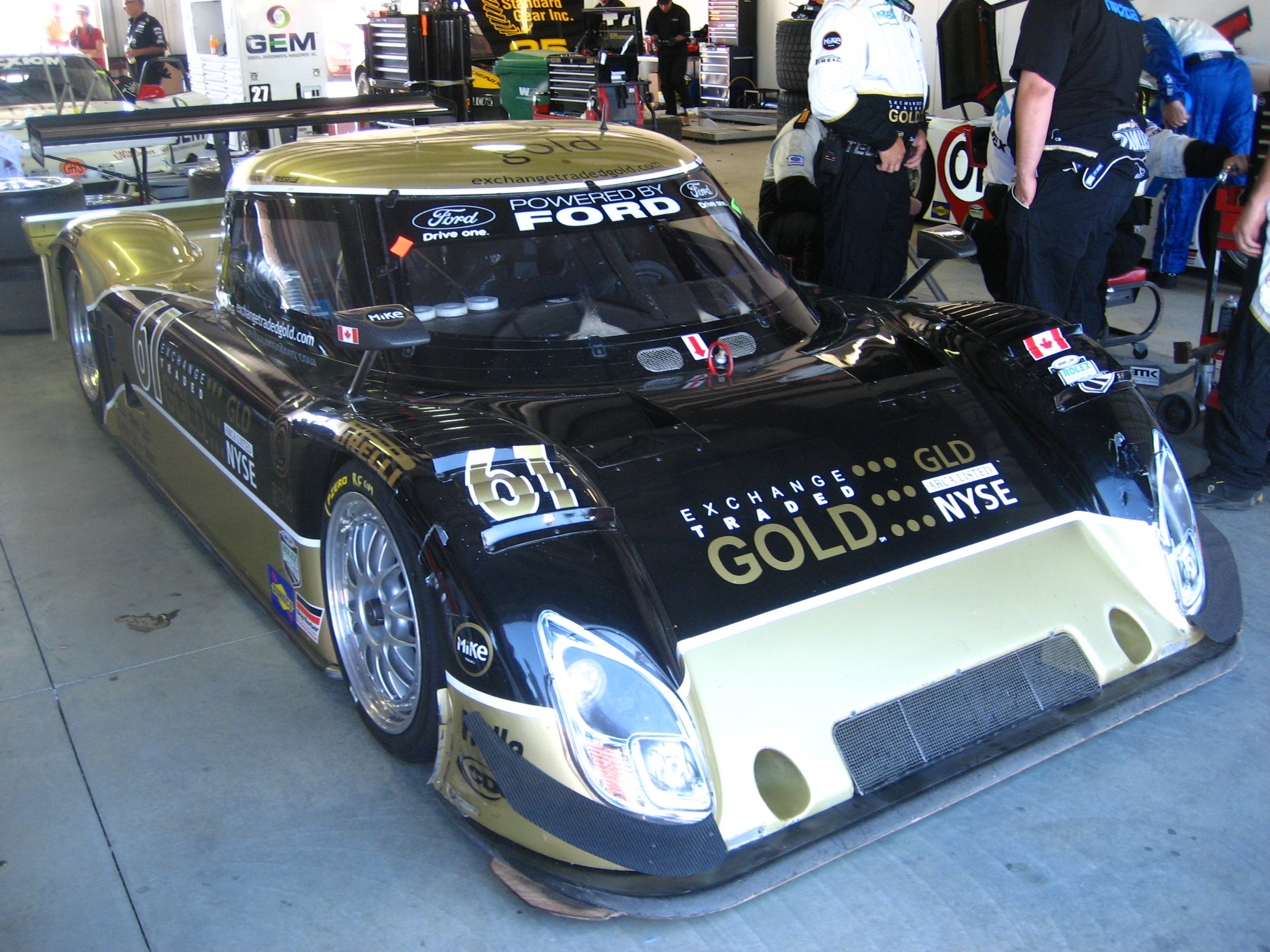
グランダムのライリー・フォード（2008年）
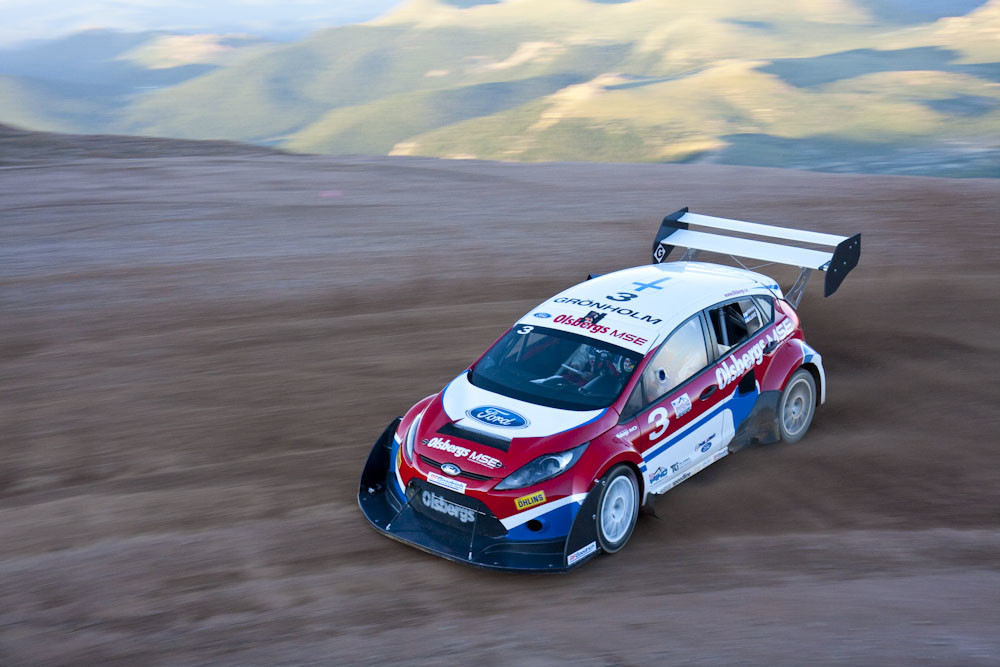
マーカス・グロンホルムの駆る、パイクスピーク・ヒルクライムのフィエスタ
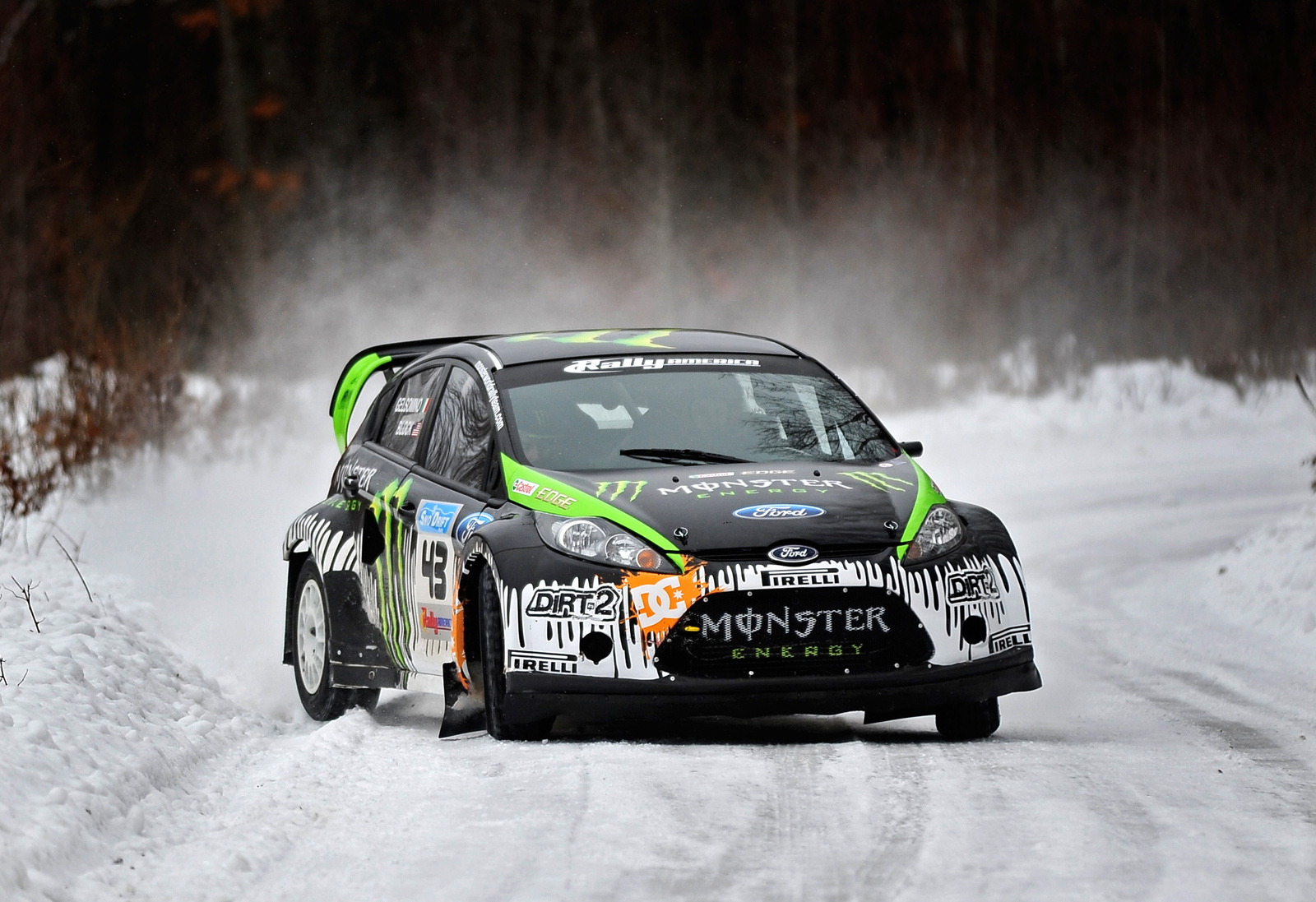
ラリー・アメリカのケン・ブロックのフィエスタ（2010年）
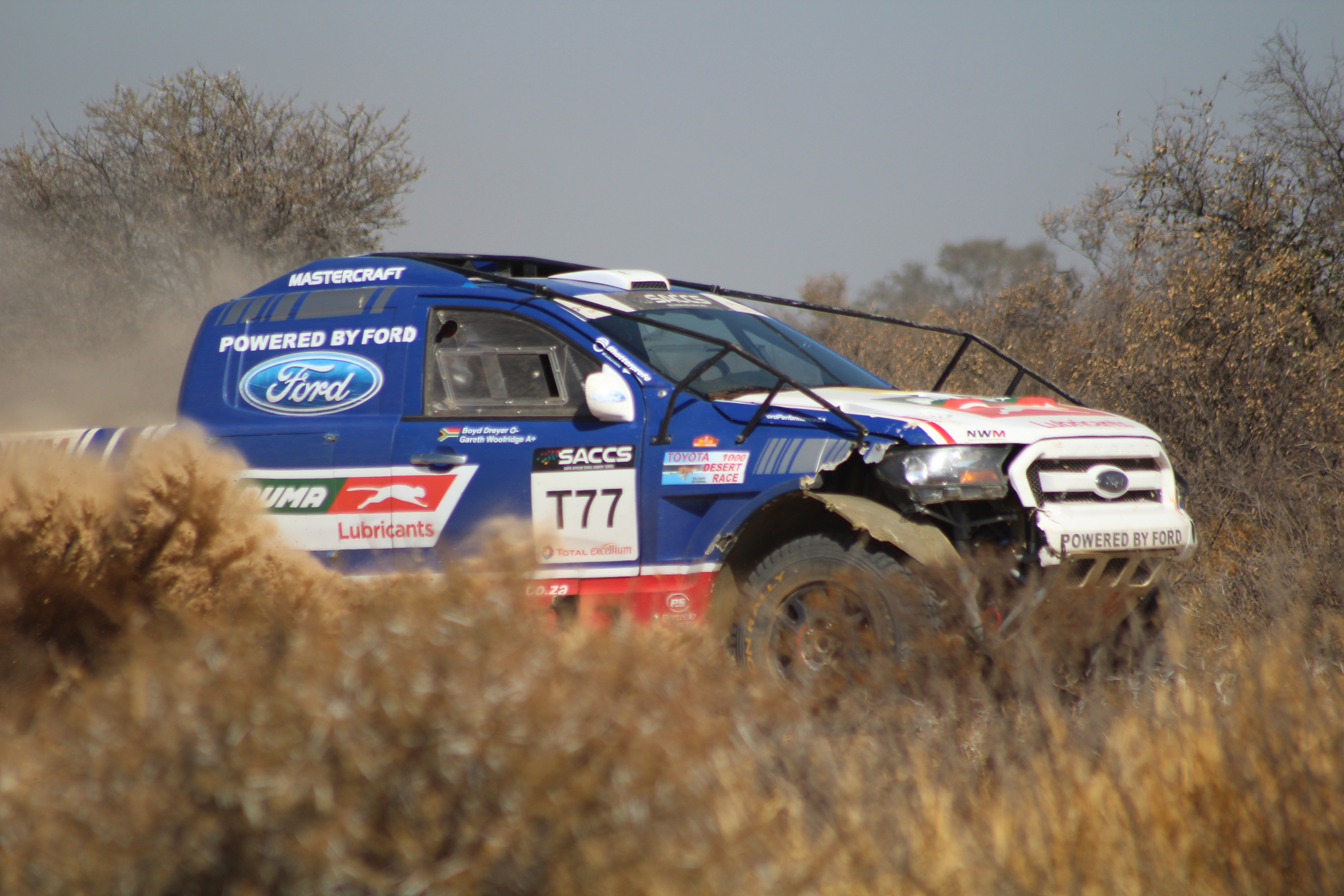
デザートレースのT777（2017年）

## 豪州における活動
現地生産を行っていた1960年代よりオーストラリアツーリングカー選手権からフォード車は参戦しており、マスタングやファルコン（オーストラリア専売車）で活躍。シリーズがV8スーパーカーに発展した後も継続し、長年ホールデン（GM）と共にシリーズを二分し続けた。またフォード・オーストラリアは2002年から「フォード・パフォーマンスカー（FPV）」を独自展開しており、2003年にはその宣伝として同時期に誕生したプロドライブ・レーシング・オーストラリアをワークス支援して「フォード･パフォーマンス・レーシング」として参戦。同期間中6度のマニュファクチャラーズを獲得した。
しかし人件費などの問題からフォード・モーターはオーストラリアの市販車生産工場を引き払うことを決めたため、2015年にスーパーカーシリーズからもワークスチームの参戦は終了している。
とはいえプライベーターへのマシン供給は継続されており、2019年にはマスタングにマシンを切り替えてチャンピオンとなっている。

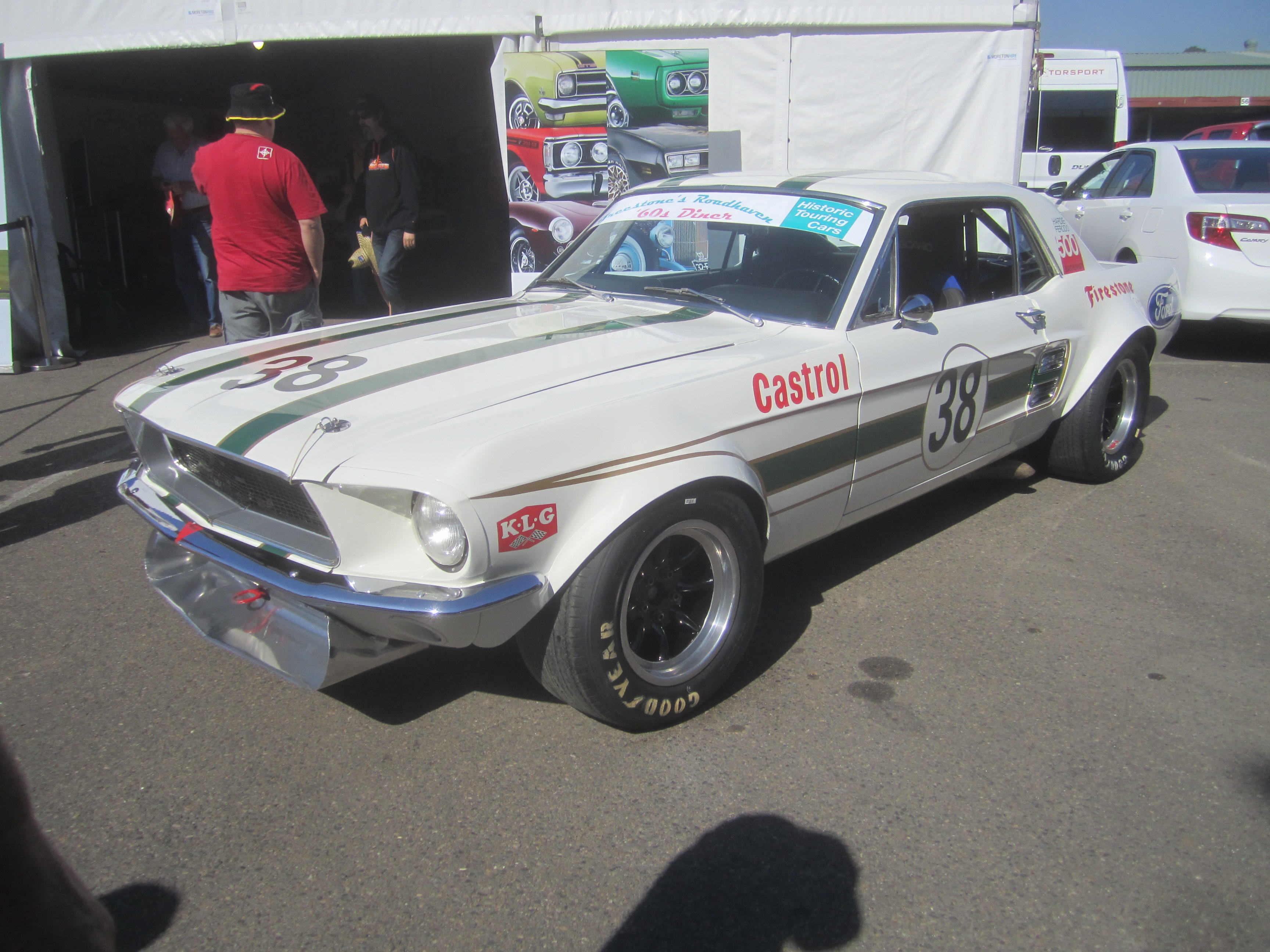
フォード・マスタング(1967年型)
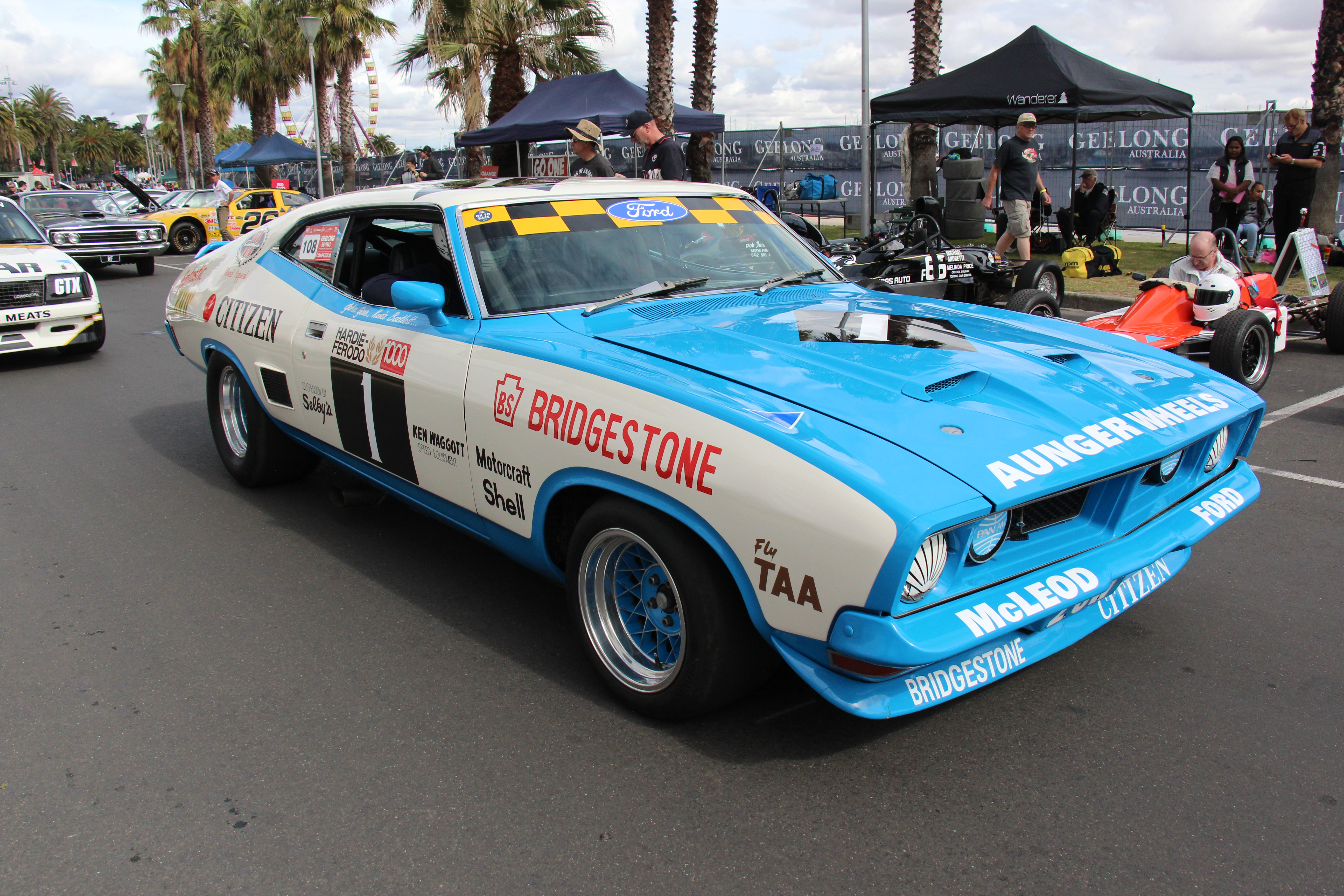
フォードXBファルコン（1975年型）
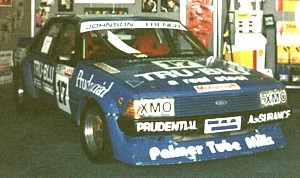
バサースト12時間を制覇したファルコン（1981年）
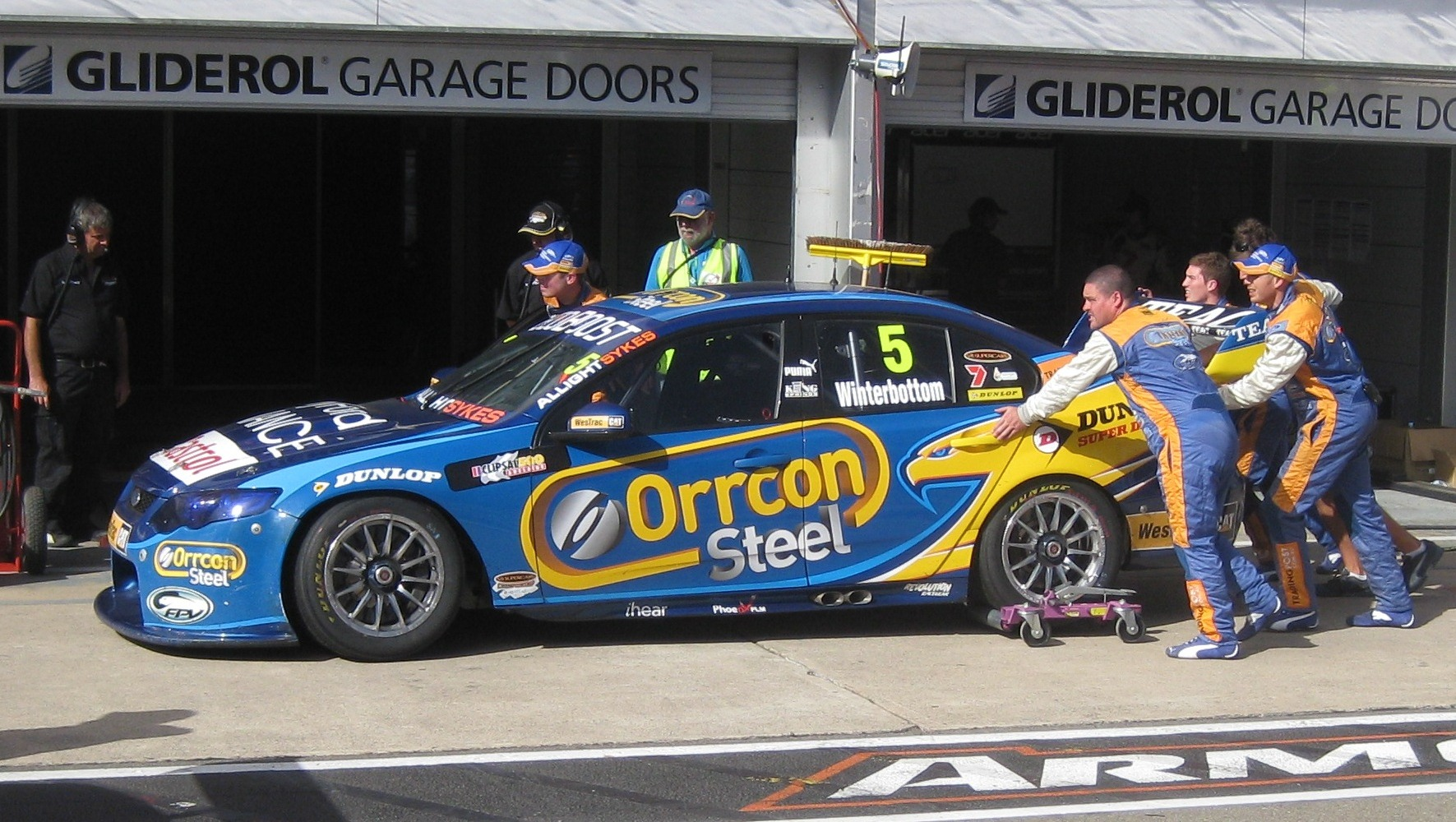
フォード・FGファルコン（2012年）